# Real Oviedo
El Real Oviedo, S. A. D., más conocido como Real Oviedo, es un club de fútbol español organizado como sociedad anónima deportiva. Tiene su sede en Oviedo, capital de la comunidad autónoma del Principado de Asturias, y actualmente compite en la Primera División. Fue fundado oficialmente como club de fútbol el 26 de marzo de 1926 como resultado de la fusión de los dos equipos de la ciudad, el Real Stadium Club Ovetense y el Real Club Deportivo Oviedo, bajo el nombre de (Sociedad Deportiva) Real Oviedo Foot-ball Club. Disputa sus encuentros como local en el Estadio Carlos Tartiere —denominado así en honor a su primer y más emblemático presidente— el cual dispone de una capacidad de 30 500 espectadores, el decimoséptimo de mayor capacidad de España.
Participó desde 2015 hasta 2025 en la segunda categoría de la Liga Nacional de Fútbol Profesional, la Segunda División de España, siendo la cuadragésima segunda vez que la disputaba. En ella es uno de los clubes más laureados al haberla conquistado un total de cinco ocasiones, mismas que su máximo rival en Asturias, el Real Sporting de Gijón, con quien disputa el derbi asturiano, del que es claro dominador en el cómputo total de enfrentamientos. En la temporada 2024-25 resultaron campeones de los playoffs de ascenso a Primera División, logrando volver a la máxima categoría del fútbol español más de dos décadas después.
Identificados por su característico color azul, en la tonalidad Pantone 286C, sus jugadores —al igual que todos los ovetenses— reciben el apelativo de «carbayones». Su entidad jurídica es desde 1992 la de sociedad anónima deportiva (S. A. D.), siendo su máximo accionista y propietario el Grupo Pachuca de México. Para la temporada 2024/2025, el club contó con 25.172 abonados.
Regido por la Real Federación Española de Fútbol (RFEF) a nivel nacional, y por la Unión Europea de Asociaciones de Fútbol (UEFA) y la Federación Internacional de Fútbol Asociación (FIFA) —máximo organismo futbolístico— a escala internacional, es la cuarta entidad asturiana más longeva, así como uno de los clubes históricos que más veces han disputado la máxima categoría de la Primera División con un total de 38 temporadas desde su instauración en 1929, situándose en el puesto decimonoveno en su clasificación histórica. En cuanto a sus logros deportivos, sus cotas máximas fueron tres terceras posiciones en la máxima categoría —en las temporadas 1934-35, 1935-36 y 1962-63—, dos semifinales de la Copa del Rey —en la edición de 1934 y la de 1946— y una Copa de la Liga de Segunda División —en 1985—, así como cinco campeonatos de Segunda División, uno de Segunda B y cuatro de Tercera. En cuanto a los registros internacionales, una participación en la Copa de la UEFA en la temporada 1991-92 se mantiene hasta la fecha como su única aparición en competiciones europeas.
En 2017 firmó un convenio con el Oviedo Moderno Club de Fútbol, por el que el equipo femenino pasó a ser estructura de la entidad carbayona, conformándose así el Real Oviedo Femenino, club histórico de la máxima categoría española, que compite actualmente en Primera Federación.
El club estuvo cerca de la desaparición en 2003 y 2012 debido a sus acuciantes deudas, pero un concurso de accionistas y los siguientes ejercicios económicos permitieron que en 2018 se redujese por completo dicha deuda, asegurando la completa solvencia y viabilidad de la entidad, aunque finalmente no se pudo concretar en beneficios, ya que los ingresos se vieron afectados por la pandemia vírica del COVID-19.

## Historia

### Antecedentes
La historia del fútbol en la ciudad de Oviedo comenzó como la de muchos otros sitios: con el retorno de estudiantes de clases adineradas que cursaban sus estudios en Inglaterra donde habían practicado un novedoso juego de equipo llamado foot-ball. En 1903 se formaron los primeros equipos que jugaban partidos de exhibición en el Campo de Maniobras de Llamaquique ante otros clubes de Gijón y Avilés. Pero estos equipos no tuvieron proyección y desaparecieron rápidamente.
Los primeros equipos representativos de la ciudad se fundaron una década después, en 1914 surgió el Real Stadium Club Ovetense, y en 1919 tras una escisión en el seno de la entidad se fundó el Real Club Deportivo de Oviedo. Ambos clubes serían los precursores del actual Real Oviedo. Antes de producirse el nacimiento del actual club, dichos conjuntos mantuvieron desde sus inicios una gran rivalidad deportiva, siendo representativo de las clases populares el primero, y relacionado con las clases pudientes el segundo. A pesar de todo, el Stadium se mantuvo por encima del Deportivo en cuanto a resultados deportivos.
En la época ya se disputaba la que era la primera competición oficial a nivel nacional, el Campeonato de España-Copa de Su Majestad El Rey. Participaban en ella los ganadores de los campeonatos regionales, previamente disputados a cada edición de Copa del Rey, y en donde los equipos asturianos dirimían su plaza en el Campeonato Regional de Asturias. El primer gran triunfo de los clubes ovetenses llegó de la mano del Real Stadium, quien en 1925 consiguió proclamarse campeón de Asturias y jugó la Copa del Rey de 1925, donde quedó eliminado en la fase de grupo previa a las semifinales del torneo, y tras haber vencido un único partido frente al Club Deportivo Español vallisoletano. El relativo tardío nacimiento de los clubes ovetenses fue un handicap respecto al resto de clubes en España, y en especial en Asturias, donde algunos de los cuales tenían ya varias décadas de vida. Es por ello cuando al siguiente año, 1926, y tras el desastre para ambos equipos de Oviedo en el campeonato regional —dominado indiscutiblemente por el Real Sporting de Gijón y que más tarde sería principal rival de los ovetenses—, se hizo palpable la conveniencia de fusionar a ambos clubes para dar lugar a uno más competitivo frente a los clubs de Gijón, Avilés o Mieres.

### Nacimiento de la nueva sociedad y primeros años (1926-33)
El gran portero del Stadium Ovetense Óscar Álvarez medió ante ambas directivas para conseguir llegar a un acuerdo en unas conversaciones estancadas como así declaró el presidente del mismo club y que recogió el diario El Carbayón:

“Si bien es cierto que lo mismo el Deportivo que el Stadium tienen elementos de gran valía, la fusión no daría los resultados apetecidos si en el equipo que se formara no figuraran los nombres de Oscar y Zabala, ambos indiscutibles para formar parte de un once de verdadera potencia. Así y todo, aún siendo posible la alineación de los dos jugadores anteriormente citados, habían de surgir ciertos inconvenientes entre los directivos de ambos clubs, y si estos allanados por la buena voluntad de los directivos después habría que allanar los de la afición o socios de ambos clubs, cosa algo difícil. Ahora bien, es mi parecer que recurriendo a una Asamblea Magna acudiría toda la afición y, entonces, se podrían nombrar tres o cuatro personas, verdaderas autoridades deportivas, lo cual sería única y exclusivamente para allanar todas las dificultades que pudieran surgir para llevar a efecto la unión.”
Manuel González Prieto. 18 de marzo de 1924. Oviedo.

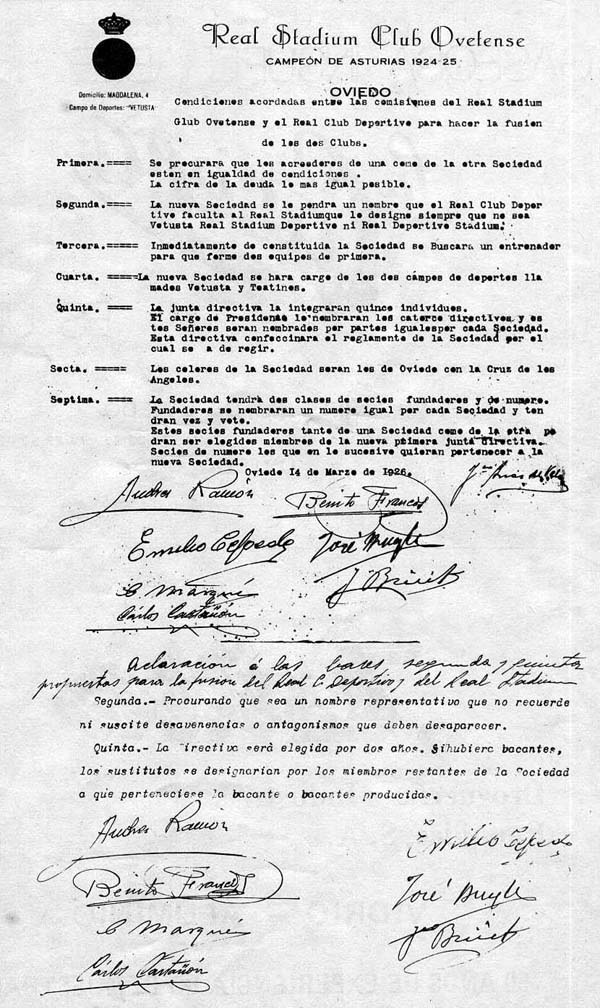
Acta de la fusión de los dos clubes que conformaría el Oviedo Foot-ball Club (1926).

Tras jugar algunos partidos como un combinado de ambas sociedades se llegó finalmente al 14 de marzo de 1926, fecha en la que se reunieron los dirigentes de ambos clubes para fijar las condiciones de la definitiva fusión antes de que el 26 de marzo se produjese el acuerdo final, siendo así la fecha fundacional del nuevo club. Dicho acuerdo quedó registrado en acta el 26 de abril. En aquellos encuentros se determinó, además de los estatutos del nuevo club, el emblema y los primeros colores de la camisa. Esta sería en adelante de color azul con un escudo en el pecho en el que figuraría la Cruz de los Ángeles, símbolos ambos de la ciudad, mientras que se dictaminó también al primer presidente de la entidad, Carlos Tartiere y al socio número uno, el emigrante praviano José Menéndez Viña.
Las premisas establecidas fueron las siguientes:

“1.— Se procurará que los acreedores de una como de la otra Sociedad estén en igualdad de condiciones. La cifra de la deuda lo más igual posible.
2.— La nueva Sociedad se le pondrá un nombre que el Real Club Deportivo faculta al Real Stadium que le designe siempre que no sea Vetusta Real Stadium Deportivo ni Real Deportivo Stadium.
3.— Inmediatamente de constituida la Sociedad se buscará un entrenador para que forme dos equipos de primera.
4.— La nueva Sociedad se hará cargo de los dos campos de deportes llamados Vetusta y Teatinos.
5.— La junta directiva la integrarán quince individuos. El cargo de Presidente lo nombraran los catorce directivos y estos Señores serán nombrados por partes iguales por cada Sociedad. Esta directiva confeccionará el reglamento de la Sociedad por el cual se a [sic] de regir.
6.— Los colores de la Sociedad serán los de Oviedo con la Cruz de los Ángeles.
7.— La Sociedad tendrá dos clases de socios fundadores y de número. Fundadores se nombrarán un número igual por cada Sociedad y tendrán voz y voto. Estos socios fundadores tanto de una Sociedad como de la otra podrán ser elegidos miembros de la nueva primera junta directiva. Socios de número los que en lo sucesivo quieran pertenecer a la nueva Sociedad.”
Acta de fusión de los clubes. 14 de marzo de 1926. Oviedo.

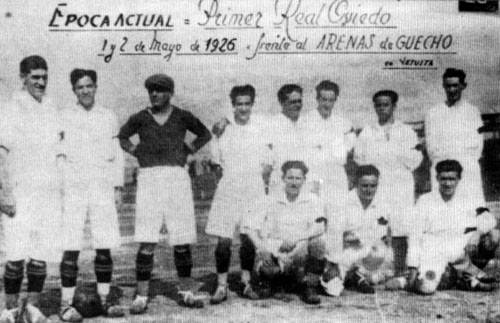
Primer encuentro del Real Oviedo F. C. frente al Arenas Club de Guecho (1926).

El primer partido frente a otra sociedad del denominado como (Sociedad Deportiva) Real Oviedo Foot-ball Club —quien adoptó el título de «real» de sus clubes predecesores— tuvo lugar en el Campo de Vetusta, anteriormente campo del Stadium, situado en el barrio de Fozaneldi. El rival fue el Arenas Club de Guecho, uno de los equipos más fuertes del momento y finalista de Copa, quedando reflejado en el resultado por 4-6 favorable a los visitantes. La primera formación de la historia del nuevo club, quien vistió camisa blanca, estuvo conformada por Óscar Álvarez como guardameta; Comas y Trucha como defensores; Justo, Mieres y Obdulio Velasco como centrocampistas; y Laureano Tiesu, Emilio Menéndez, Ángel Avilesu, Barril y Pepín como delanteros. Justo fue el primer goleador de la historia del club, al tiempo que al día siguiente se produjo la primera victoria oviedista en la que fue una repetición del encuentro frente a los vascos, quienes perdieron por 2-1.
El Real Oviedo jugó en adelante en el Estadio de Teatinos — anteriormente perteneciente al Club Deportivo de Oviedo —, situado en el barrio homónimo. La primera temporada oficial del Real Oviedo en el Campeonato Regional de 1927, y ya bajo las órdenes de su primer entrenador el señor Mr. Pentland, se saldó con un decepcionante tercer puesto, y sin cumplir las expectativas tras la fusión. Estas se cumplieron al siguiente año al proclamarse vencedores regionales, y lograr el derecho a participar por primera vez en el Campeonato de España de 1928.
Su participación terminó en los cuartos de final tras ser eliminados por el Foot-ball Club Barcelona por un 9-5 global. Así las cosas, el 17 de septiembre del mismo año ganó la Copa de Consolación contra el Club Atlético Osasuna por 0-3, en el estadio navarro de San Juan con una gran delantera que empezaría a ser el signo identificativo del club. La competición, de carácter oficioso, fue su primer título y el primero de un equipo asturiano.
La Real Federación Española de Fútbol creó en la temporada 1928-29 una nueva competición: el Campeonato de Liga. De los diez equipos que compondrían la Primera División, nueve fueron los campeones y finalistas de la Copa del Rey habidos hasta el momento, y la décima plaza se disputó por eliminatorias entre los mejores clasificados de los campeonatos regionales. El Real Oviedo consiguió imponerse al Iberia Sport Club de Zaragoza en la primera eliminatoria, disputada el 28 de diciembre de 1928 en Bilbao, pero fue derrotado en la segunda frente al Real Betis Balompié por 1-0 en la prórroga el 13 de enero de 1929 en Valencia. Por ello, el Real Oviedo comenzó su andadura en el campeonato en la Segunda División del fútbol español.
Las primeras temporadas fueron muy decepcionantes sin que en ningún momento se diese la circunstancia de pensar en el ascenso a Primera División. Sin embargo, la directiva no dejaba de reforzar el equipo con jugadores de calidad, resaltando algunas incorporaciones como las de en la temporada 1930-31 en la que llegaron Ricardo Gallart y Vicente Tonijuán —jugador que luego pasó a realizar funciones de entrenador con notable éxito— y, sobre todo, el que fue el mejor goleador del Real Oviedo y uno de los mejores de España: Isidro Lángara; o los llegados en la edición 1931-32, Julio Fernández Casuco y Galé. Con estos mimbres se confeccionó la que fue llamada como la «primera delantera eléctrica»: Casuco, Gallart, Lángara, Galé y Juan Manuel Inciarte. Ya en la temporada 1931-32, se obtuvo el segundo puesto siendo el conjunto más goleador y el menos goleado con 23 goles en 16 partidos consiguiendo el guardameta ovetense el trofeo Zamora de la categoría.
Se llegó así al 24 de abril de 1932, fecha en la que se inauguró el nuevo campo del club: el Estadio de Buenavista. Con ese motivo se disputó un partido entre la selección española y la selección yugoslava, siendo el primer gol marcado en el estadio por Lángara, integrante del club. El resultado final fue 2-1 a favor del combinado español.
Finalmente, el codiciado ascenso a la máxima categoría se logró en la temporada 1932-33, siendo por segunda vez en su historia el conjunto más goleador y menos goleado del campeonato. El «pichichi» del torneo fue Lángara, con 23 goles, y «el Zamora» fue de nuevo Óscar Álvarez con 21 goles encajados en 18 partidos. Tonijuán fue el entrenador artífice del primer ascenso.

### La primera época dorada (1933-50)

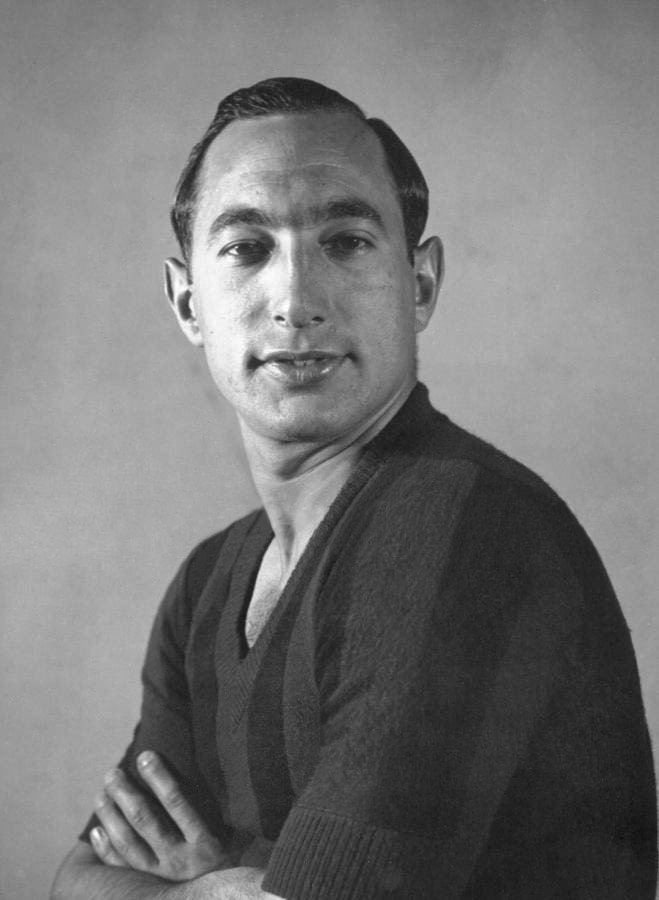
Isidro Lángara, uno de los mejores jugadores de la historia del club.

En la temporada del debut en Primera División, la 1933-34, el entrenador Tonijuán renunció al cargo por considerar que no estaba capacitado para dirigir al equipo en la nueva categoría. Además Galé dejó el fútbol por los estudios. Sin embargo, el Real Oviedo se reforzó con Emilín y, sobre todo, con el que llegaría a ser auténtica alma del equipo hasta su retirada: Herrerita, fichado al Real Sporting de Gijón por la astronómica cifra para la época de 30 000 pesetas, el segundo fichaje más caro del fútbol español hasta el momento tras el de Ricardo Zamora por el Real Madrid C. F.. De esta manera se formó la segunda delantera eléctrica: Casuco, Gallart, Lángara, Herrerita y Emilín.
El primer partido del Real Oviedo en Primera División fue contra el F. C. Barcelona. La alineación de ese día fue la siguiente: Óscar Álvarez; Calichi, Sion; Mugarra, Sirio, Chus; Casuco, Gallart, Lángara, Herrerita y Emilín. Los nervios atenazaron a los jugadores en los primeros minutos en los que el Barcelona aprovechó para adelantarse 1-3 en el marcador; sin embargo, pronto pasó ese trance y al descanso el resultado era de 3-3. En la segunda parte se vio la puesta de largo de la segunda delantera eléctrica: al final del partido el marcador reflejaba un contundente 7-3. Gallart fue el primer goleador del Real Oviedo en la máxima categoría. Con este partido firmó el mejor debut de un equipo español en Primera.
En las tres temporadas que disputaron juntos estos jugadores, el Real Oviedo marcó 174 goles en 62 partidos —una media de 2,8 goles por encuentro— siendo el equipo más goleador de la temporada 1935-36 con 63 goles. El Trofeo Pichichi recayó tres temporadas consecutivas en las manos de Lángara —con 27, 26 y 28 goles en cada una de ellas—, quedando el Real Oviedo en el tercer puesto de la Liga en las temporadas 1934-35 y 1935-36 y semifinalista de la Copa de España de 1934. El 12 de enero de 1936 formó por última vez sobre el terreno de juego la segunda delantera eléctrica. El estallido de la Guerra Civil truncó el devenir de este equipo.
Los efectos de la guerra en el Real Oviedo fueron muy graves: Casuco falleció durante la guerra, Lángara estaba en el exilio, no había entrenador, los jugadores estaban dispersos y además el estadio estaba destrozado, puesto que se habían cavado trincheras y colocado nidos de ametralladoras que, a su vez, fueron bombardeados dejándolo en un estado ruinoso. Por todo ello se le pidió a la RFEF una dispensa para no jugar la temporada 1939-40, primera después de la guerra, reservándole la plaza en Primera División hasta la temporada 1940-41. La plaza del Real Oviedo la ocupó el Atlético Aviación, que luego se proclamó campeón de Liga. Los jugadores fueron cedidos a otros clubes: Herrerita y Emilín jugaron en el Barcelona, Gallart en el Racing Club de Ferrol y un joven Antón, jugador de la cantera que debutó con el primer equipo en la temporada 1935-36 y dio mucho que hablar en años siguientes en el Real Zaragoza.
A pesar de todo, las primeras temporadas después de la guerra fueron muy difíciles. Al comienzo de la 1940-41, Herrerita, alma del equipo firmó en blanco para dar ejemplo a otros jugadores indecisos y se vio obligado en numerosos partidos a realizar funciones de entrenador y delegado del equipo. A pesar de que algunos de los jugadores solo habían jugado en categoría regional hasta ese momento, el Real Oviedo pudo mantener la categoría. La campaña 1941-42 fue todavía peor y se tuvo que jugar la promoción para evitar el descenso a Segunda División contra el C. E. Sabadell F. C., salvando la categoría ganándole por 3-1 al conjunto catalán.
A partir de la temporada 1942-43, durante 5 temporadas, y coincidiendo con la presencia de Manuel Meana en el banquillo, el club remontó su situación deportiva que llegó a ser estimable aunque nunca llegó al nivel anterior al de la guerra. En estos años se formó la llamada tercera delantera eléctrica formada por Antón, Goyín, Echevarría, Herrerita y Emilín, aunque tuvieron importante participación como goleadores Cabido y Lángara, que retornó de su exilio para jugar una temporada más con el Real Oviedo antes de su retirada del fútbol como jugador. En este lustro el Real Oviedo consiguió clasificarse dos veces en cuarta posición y una vez en quinta. Sin embargo, y aunque a priori no sean sus mejores números históricos, las temporadas 1944-45, y 1945-46, son consideradas las mejores de su historia, en las cuales jornada tras jornada se mantuvo entre los 6 primeros puestos. En la primera de las temporadas estuvo líder, hasta la penúltima jornada antes del descanso navideño —la jornada 12 de 26—, en el que sería su primer año liderando la Liga, finalmente quedó 4.º empatado a puntos con el 3.º. La siguiente temporada no defraudó, fue aún mejor que la anterior y consiguió liderar la Liga hasta la jornada 16 de 26, aunque finalmente acabó quinto. La faena la remató con unas nuevas semifinales de la Copa del Generalísimo de 1946. En este tiempo destacaron jugadores como Echevarría, Cabido y Lángara.
El declive de los jugadores clave del equipo marcó también el declive del Real Oviedo. Emilín dejó el club en la temporada 1947-48 para acabar sus días de jugador en el Sporting de Gijón, Lángara se retiró definitivamente de los terrenos de juego esa temporada, Herrerita se lesionó de gravedad en la temporada 1948-49 en un partido de Copa frente a la Real Sociedad y finalmente Antón y Goyín también apuraron sus últimas temporadas como profesionales. La necesaria renovación no se produjo y esta situación condujo a quedar último de la clasificación de la temporada 1949-50, que ese año, debido a que no había descenso directo ya que se iba a ampliar la Primera División a 16 equipos, abocaba a jugar una promoción. El Oviedo jugó contra el Real Murcia C. F. el 2 de julio de 1950. Todavía se le pidió a Herrerita que jugase, a pesar de haber estado prácticamente sin participar en toda la temporada, por considerar necesario su concurso. Sin embargo, el Real Oviedo perdió por 2-0 y, por tanto, también la categoría. Fueron en total 13 temporadas en la élite con unos resultados jamás igualados.
Poco tiempo después, el 31 de julio de 1950, fallecía en Oviedo el emblemático presidente Carlos Tartiere, que lo había sido desde la fundación del club, 24 años atrás. La directiva encargó un busto del presidente al escultor Víctor Hevia Granda para colocarlo delante del estadio en su memoria. Hoy día está situado a la entrada del palco de honor del estadio Carlos Tartiere junto con otro de Herrerita.

### 1951-1958. El Real Oviedo, equipo ascensor
A partir de la temporada 1950-51, se iniciaron ocho años en los que se alternaron buenas campañas en Segunda División, aunque únicamente se consigue el ascenso en la 1951-52, con otras muy discretas en Primera División, categoría que se perdió en la temporada 1953-54 y se recuperó en la 1957-58.
El 24 de agosto de 1954, el estadio de Buenavista, hasta entonces propiedad del club a través de la sociedad anónima Stadium de Oviedo, se vendió al Ayuntamiento de Oviedo. El 17 de junio de 1958 se acordó dedicar el estadio a la memoria de Carlos Tartiere, primer presidente del club y pasó a denominarse desde entonces Estadio Carlos Tartiere.

### 1959-1965. En Primera División
Coincidiendo con el ascenso a Primera División, el Real Oviedo consiguió hacerse con un buen plantel de jugadores que brillaron en la primera mitad de la década de los años 60: Julio Marigil y el centrocampista argentino Sánchez Lage en la 1957-58; Paquito, jugador de la cantera subido al primer equipo en la temporada 1958-59, cedido al U. P. Langreo y repescado definitivamente en la 1959-60, Iguarán en esa misma temporada, y otro canterano, José María García Lavilla en la 1960-61.
El mayor éxito de esta época se logra en la temporada 1962-63, cuando se alcanza por tercera vez en la historia la tercera posición del torneo, mérito enorme por cuánto ya en esos años los presupuestos diferenciaban a los equipos grandes de los modestos, siendo el Real Oviedo de estos últimos, más considerando que estuvo 11 de las 30 jornadas, en el puesto de subcampeón.
Al final de esa temporada, Paquito y Sánchez Lage fueron traspasados al Valencia C. F. y, en la siguiente, Iguarán al R. C. D. Mallorca y José María al R. C. D. Español. El desmantelamiento de los pilares fundamentales del equipo condujo al club a jugar en la temporada 1963-64 la promoción contra el Hércules C. F. para mantener la categoría y a perderla directamente en la siguiente temporada, 1964-65.

### 1966-1979. Los movidos años setenta
Después de perder la categoría se sucedieron seis temporadas bastante discretas en las que el ascenso quedaba más lejos que el descenso; de hecho, en la temporada 1970-71, el Real Oviedo se vio abocado a jugar la promoción de permanencia contra el C. F. Palencia, partido en el que destacarían el portero García Remón y el delantero Galán. La temporada siguiente, 1971-72, fue un éxito al quedar campeones de Segunda División con Galán consiguiendo el Trofeo Pichichi de la categoría, con 22 goles, y Lombardía el Zamora con 19 goles encajados, ascendiendo así a Primera División.
Como en ocasiones anteriores, la llegada y el declive o traspaso de un buen grupo de jugadores marcarían una etapa. En la temporada 1972-73 debutó Marianín que, junto a Galán, formó uno de los mejores ataques del Real Oviedo en mucho tiempo. Marianín conquistó el Trofeo Pichichi de esa temporada con 19 goles, el cuarto del club desde los tres Lángara en los años 30. El equipo se completaba con una buena defensa con jugadores como Vicente y, sobre todo, Carrete, que posteriormente fue traspasado al Valencia C. F. donde triunfó y cosechó grandes éxitos, y un centro del campo luchador con Iriarte como referencia.
No obstante, la irregularidad sería la nota dominante: a la buena temporada 1972-73 siguió la desastrosa 1973-74 con un descenso a Segunda División. Otra vez campeones de la categoría de plata en la temporada 1974-75, esta vez con Vicente Miera en el banquillo, para volver a perder la categoría en la siguiente campaña 1975-76. La temporada 1976-77 quedó marcada por el derbi contra el Real Sporting de Gijón en el estadio Carlos Tartiere; el Real Oviedo salió derrotado, alejándose con ello del ascenso mientras se lo aseguraba el eterno rival. El Sporting, que hasta entonces había estado a la sombra del Real Oviedo, triunfaría en los años 80 de la mano de Quini, mientras el Real Oviedo entraría en una etapa oscura hasta el ascenso a primera en 1988.
El club no se recobró del mazazo la temporada siguiente, perdiendo la categoría y bajando a Segunda División B por primera vez en su historia. Recuperar la categoría en la temporada 1978-79 fue más difícil de lo previsto y el ascenso se obtuvo en la última jornada gracias a la victoria a domicilio en el último minuto del U. P. Langreo sobre el C. D. Mirandés, que disputaba el ascenso al Real Oviedo.

### 1980-1988. En Segunda División
Con motivo del Mundial de España en 1982, el estadio Carlos Tartiere se remozó por completo aunque no se amplió el aforo como se estuvo discutiendo durante largo tiempo. Finalmente quedó en 23 500 espectadores y sólo 4000 de ellos sentados. La inauguración del remodelado estadio tuvo lugar el 29 de abril de 1982 con un partido entre el Real Oviedo y la selección de Chile con resultado final de empate a cero goles.
Después del ascenso a Segunda División, se abrió un período de mediocridad en resultados deportivos. El Real Oviedo deambuló por la categoría no ya con el objetivo de ascender, sino con el de no volver a sufrir un nuevo descenso.
En la temporada 1984-85, el Real Oviedo consiguió la Copa de la Liga de Segunda División, eliminando sucesivamente a la U. D. Salamanca, el Bilbao Athletic, el C. F. Lorca Deportiva y el C. E. Sabadell F. C., jugando la final a doble partido contra el Atlético Madrileño con los resultados de 1-0 en Oviedo y 1-1 en el estadio Vicente Calderón.
Se tocó fondo en la temporada 1986-87, en la conocida como Liga del play-off, cuando se descendió de nuevo a Segunda División B tras un último empate a 4 goles frente al Cartagena F. C.. El fracaso de este sistema de competición hizo que se reestructurasen las categorías ampliándose a 20 equipos la Segunda División, salvándose de este modo el Real Oviedo del descenso.
La temporada 1987-88 empezó con mejores auspicios al fichar de nuevo al entrenador Vicente Miera, artífice del último ascenso del Real Oviedo a Primera División. Además, vinieron una serie de jugadores como los defensas Murúa y Sañudo, los delanteros Hicks y Carlos, cedido por el F. C. Barcelona, que junto con otros de la cantera como Viti, Vili, Berto, Luis Manuel, y otros fichados a otros equipos como Gorriarán, Juliá, Elcacho o Tomás, que fueron debutando durante esta larga etapa, conformaron un cuadro que no solo obtuvo brillantemente el ascenso dicha temporada sino que además lograron consolidar al club en Primera División en los siguientes años. El Real Oviedo finalizó en cuarta posición, que daba derecho a jugar la promoción de ascenso. El rival fue el R. C. D. Mallorca. El partido de ida, disputado en Oviedo, finalizó con el resultado de 2-1, goles de Juliá y Carlos en el último minuto. El empate sin goles en el partido de vuelta celebrado en el Estadio Lluís Sitjar de Palma de Mallorca dio el ascenso al Real Oviedo. Carlos se hizo con el Trofeo Pichichi de Segunda División con 25 goles.

### 1989-2001. Segunda época dorada

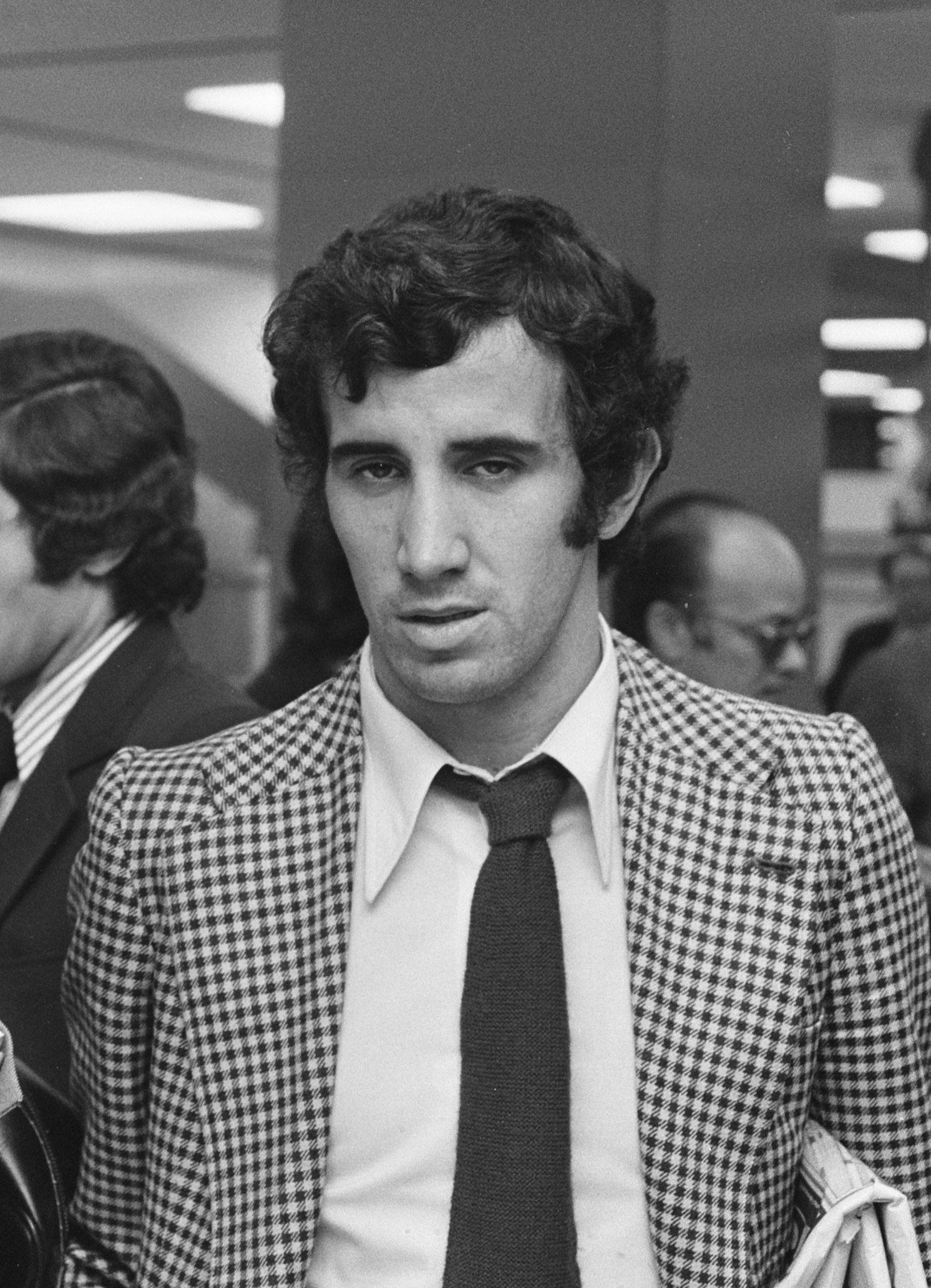
Javier Irureta logró clasificar al Oviedo para la Copa de la UEFA por primera vez en su historia.

La temporada 1988-89 empezó con muchas dudas ya que a la baja de Carlos, que volvió al F. C. Barcelona para ser traspasado al Club Atlético de Madrid, se unió el hecho de los pocos refuerzos que tuvo la plantilla, siendo esta prácticamente la misma que la de la temporada anterior en Segunda División. Sólo cabe mencionar el ascenso al primer equipo de Bango y la cesión del centrocampista mexicano De la Torre. Sin embargo, la permanencia se consiguió con cierta tranquilidad viviéndose durante la temporada dos momentos brillantes: el primer derbi asturiano en Primera División desde hacía 13 temporadas en el estadio Carlos Tartiere, con victoria del Real Oviedo por 1-0 con gol de Tomás, y un arrollador 5-2 infligido al Atlético de Madrid, con otro gol de Tomás desde el centro del campo. En este partido entró Carlos como reserva del equipo madrileño, recibiendo una gran ovación. Este homenaje de la afición junto con su mala campaña en el Atlético motivaron al jugador a fichar en la temporada siguiente por el Real Oviedo definitivamente, convirtiéndose en uno de los estandartes de esta época.
Estas primeras temporadas vieron una acertada política de fichajes, de jugadores extranjeros como Gračan, Janković, Lăcătuș, Jerkan, Jokanović y Prosinečki, de nacionales como Rivas, Sarriugarte, Cristóbal y Mora, y de jugadores de la cantera como Armando, Manel y Oli. También en el banquillo habría una etapa de estabilidad. Desde la temporada 1989-90 hasta la 1994-95 sólo hubo dos entrenadores: Javier Irureta y Radomir Antić.

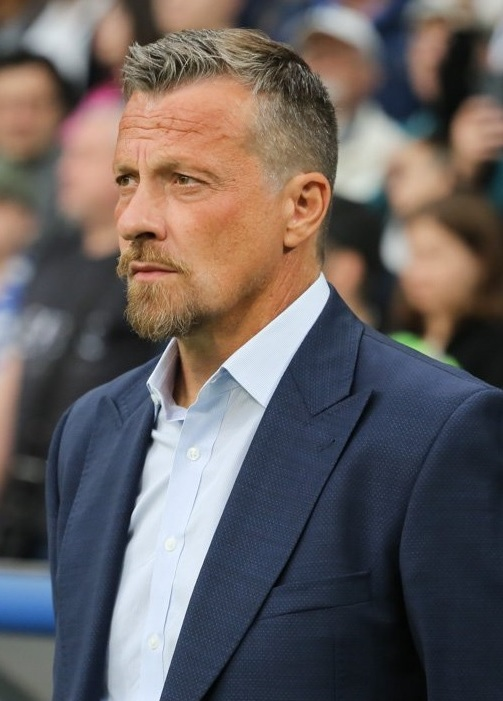
Slaviša Jokanović, jugador del Oviedo entre 1993 y 1995.

Con el primero se obtiene el mayor hito de esta época: en la temporada 1990-91 el Real Oviedo acaba en sexta posición en el campeonato lo que le da derecho a jugar la Copa de la UEFA 1991-92 por primera vez en su historia. La eliminatoria se jugó contra el Genoa C.F.C., ganando el primer partido en casa 1-0 con gol de Bango. Cabe destacar el desplazamiento en masa de 6000 genoveses para dicho partido en el Carlos Tartiere, que coincidió con las fiestas de San Mateo en Oviedo. En el Estadio Luigi Ferraris el Oviedo cayó a cinco minutos del final por 3-1, con goles de Skuhravy (2) y Caricola para el Genoa y de Carlos para el Oviedo y tras una discutida actuación del árbitro alemán Schmidhuber, que expulsó al oviedista Lacatus y perdonó entradas muy duras a los italianos. La resaca de la eliminación europea se la llevó el Barcelona; su famoso dream team fue derrotado por 1-2 en el Camp Nou. Con Antić el juego se libera del rigor defensivo de su antecesor haciéndose más brillante, pero a pesar de ello no se supera el noveno puesto en las dos temporadas completas que estuvo al mando del equipo.
En 1992 el club se transformó en sociedad anónima deportiva tras desembolsarse un capital social de algo más de 605 millones de pesetas. El primer presidente del consejo de administración fue Eugenio Prieto Álvarez, quien ya desempeñaba el cargo de presidente del club desde 1988. Celso González García se convierte en el máximo accionista de la entidad.

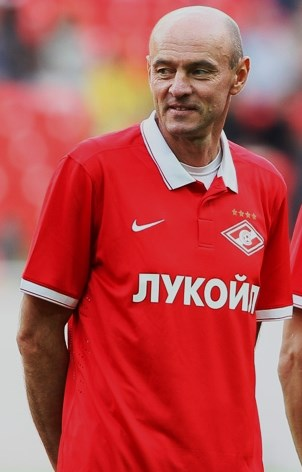
Onopko, jugador oviedista entre 1995 y 2002.

Con la salida de Radomir Antić, se inició una etapa de inestabilidad en el banquillo. Los entrenadores no duran más de una temporada y eso se nota en el equipo. A partir de la temporada 1995-96 se empieza a luchar por evitar el descenso a pesar de que buenos jugadores siguen llegando: Onopko, Dubovský, Paulo Bento, Dely Valdés, y la cantera sigue produciendo excelentes jugadores como Esteban, César, Jaime o Losada, entre otros. La gestión del club comenzaba a ser discutida por buena parte de la afición. Esa temporada 1995-96 es la última que disputa Carlos en el Real Oviedo, yéndose a México a jugar sus últimas temporadas. Jugó con la camiseta azul 240 partidos de Primera División en los que marcó 94 goles, tercer máximo goleador del Real Oviedo en primera tras Herrerita y Lángara.
En la temporada 1997-98 se tuvo que jugar la promoción por la permanencia contra la U. D. Las Palmas, equipo de segunda división que luchaba por subir a primera. Se conservó la categoría tras un 3-0 en el Carlos Tartiere con dos goles de Iván Ania y uno de Dely Valdés y un 3-1 agónico en el Estadio Insular, con gol de Gamboa.
En 1993 se había aprobado la ley que adopta la normativa de la UEFA que especificaba que todas las localidades de los estadios de fútbol sean de asiento, teniendo un plazo de cinco años para adaptarse a la ley. Esto iba a dejar en 1998 el aforo del estadio en sólo 16 500 localidades. Por ello pronto se comienza desde el club a hablar con el ayuntamiento para llegar a un acuerdo sobre la construcción de un nuevo estadio. Finalmente, se decide una nueva ubicación en el barrio de La Ería comenzándose las obras en ese mismo año 1998.
La temporada 1999-00 fue la última que el Real Oviedo jugó en el antiguo estadio Carlos Tartiere, después de 68 años de servicio. El último partido tuvo lugar el 20 de mayo de 2000 frente a la Real Sociedad. Ganó el conjunto donostiarra por 0-1.
La temporada 2000-01 comenzaba en un nuevo estadio, con la vuelta al banquillo de Radomir Antić, pero con el mazazo de la muerte en accidente durante las vacaciones de Peter Dubovský. El primer partido en el nuevo Carlos Tartiere se disputó contra la U. D. Las Palmas con el resultado de empate a 2 goles. Robert Jarni, del conjunto canario, anotó el primer gol del estadio. En esta temporada se consumó finalmente el descenso que se había rozado durante las anteriores campañas tras una desastrosa segunda vuelta.
Habían sido 13 temporadas consecutivas en la máxima categoría en las que se había logrado el hecho histórico de participar en competición europea. El club entraría a partir de entonces en su etapa más difícil.

### 2001-2008. Crisis institucional y deportiva

Gráfico del desempeño del Real Oviedo en la liga 1929-2023

En 2001, comenzaría la peor época del Real Oviedo de la mano de su entrenador Radomir Antić, que había descendido el año anterior al Club Atlético de Madrid. El 17 de junio de 2001, se jugaba la última jornada liguera en Primera División, y el Real Oviedo se había mantenido toda la temporada fuera de los puestos de descenso. Dos jornadas antes, se había enfrentado al F. C. Barcelona en el Camp Nou, con una victoria por 0-1, y posteriormente contra el ya campeón de Liga, Real Madrid C. F., ante el que consiguió un empate a 1-1.
Llegó la última, y más sonada jornada de los últimos años. La clasificación era la siguiente: los dos últimos ya descendidos matemáticamente eran el C. D. Numancia de Soria y el Real Racing Club de Santander. Quedaba la antepenúltima plaza de descenso por determinar, que se disputaban cuatro equipos. Con 42 puntos estaba el Real Valladolid C. F., con 41 puntos el Real Oviedo y el Real Zaragoza, y con 39 puntos y en zona de descenso, el C. A. Osasuna. El Real Oviedo dependía de sí mismo para seguir en puestos fuera del peligro, que no había tocado en las 37 jornadas anteriores. Se enfrentaba al R. C. D. Mallorca que tenía asegurado el tercer puesto, y muy lejos del subcampeonato, que logró el R. C. Deportivo de La Coruña. La victoria de Osasuna frente a la Real Sociedad y la derrota por 4-2 del Real Oviedo consumaba el descenso de categoría.
Comenzaba la temporada 2001-02 en Segunda División, donde hizo una buena primera vuelta, y tras pasar varias jornadas en puestos de ascenso, finalmente quedó a 11 puntos de conseguirlo. La debacle llegó en la temporada siguiente, en la que tras una desastrosa temporada, el club descendió a Segunda División B. Además, los jugadores denunciaron al club por impagos. A pesar del acuerdo entre jugadores y directiva sobre la cantidad global que percibiría la plantilla, la falta de acuerdo sobre el aval que garantizase el cobro provocó que no se retirase la denuncia de los jugadores y el club descendiese administrativamente a Tercera División el 2 de agosto de 2003 por primera vez en sus 77 años de historia.
Inmediatamente después del descenso a Tercera División, y en medio de una gran crisis resultado de la nefasta gestión por parte de Celso González y Eugenio Prieto, se gestó el cisma que habría de sufrir el fútbol de la ciudad de Oviedo. El ayuntamiento, contra lo que había auspiciado durante la campaña electoral de ese año diseñando un plan de reflotamiento de la entidad, decidió liderar la opción que ya se ha hecho con muchos otros clubes de España, la refundación del club a partir de otro preexistente. En este caso el elegido fue el Astur C. F., histórico club fundado en 1923, al que se le cambió el nombre por el de Oviedo Astur Club de Fútbol, abreviado de forma intencional en Oviedo A. C. F., con un escudo muy similar al del Real Oviedo y colores idénticos. Además, se trató de desalojar al Real Oviedo del estadio Carlos Tartiere para cederlo al nuevo club, se buscó el apoyo de jugadores históricos y se lanzó una intensa campaña de abonados usando fotos y recuerdos del Real Oviedo con el fin de motivar a los aficionados al cambio de club. Mientras tanto, el Real Oviedo estuvo a un paso de la desaparición. En medio de un proceso de suspensión de pagos y sin apoyo institucional, todos los jugadores de la primera plantilla y una buena cantidad de los del filial abandonaron el club sin que este pudiese cobrar nada en concepto de traspaso; el filial tuvo que desaparecer y apenas había medios.
No obstante, la politización de la operación disgustó a la mayoría de los aficionados provocando un cisma entre los seguidores del Real Oviedo, los que decidieron seguir la nueva aventura del Oviedo A. C. F. e, incluso, entre los socios del antiguo Astur CF disconformes con la refundación del club. Incluso entre las peñas hubo división abandonando parte de ellas la Federación de Peñas Azules para formar la Asociación de Peñas Azules del Real Oviedo (APARO). A pesar de ello, se batió el récord de socios en la historia de la categoría con 10 759, superando la marca lograda por el Málaga C. F. en 1995, cuando consiguió 4200 afiliados. Además, el logro es mayor teniendo en cuenta que 6500 socios se afiliaron al Oviedo A. C. F..

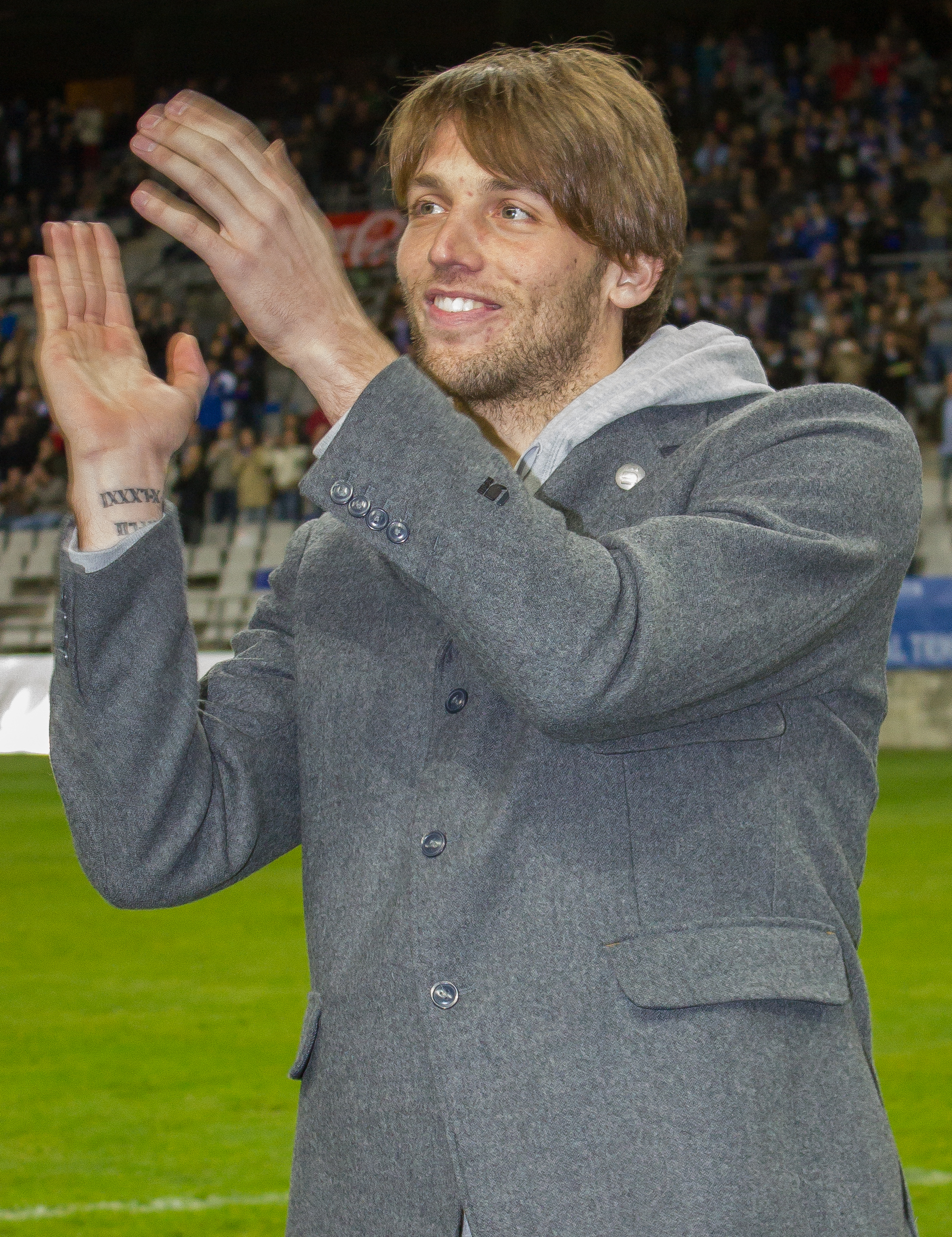
Michu, jugador del Oviedo entre 2003- 2007 y 2016-17.

Deportivamente, la temporada 2003-04 comenzó con una sanción de seis puntos impuesta por la RFEF por el impago de traspasos y con un equipo poco rodado. Dos hechos de diferente cariz marcaron la temporada: el fallecimiento en accidente del joven jugador Armando Barbón y los 16 573 espectadores que asistieron al choque entre el Real Oviedo y el Oviedo A. C. F., la mayor asistencia a un partido de Tercera División de la historia. A pesar de los inconvenientes, el Real Oviedo logró el primer puesto en el campeonato regular, pero falló en lograr el ascenso contra el Atlético Arteixo ante los más de 20 000 aficionados que se dieron cita en el Carlos Tartiere.
Ante el apoyo popular conseguido por Real Oviedo, el ayuntamiento de Oviedo tuvo que rectificar su política hacia el club restableciéndose paulatinamente las relaciones institucionales. El Astur acabó recuperando sus antiguas señas de identidad, nombre, escudo y colores en 2007, acabando con el Oviedo A. C. F. tras cuatro años de existencia.
El ascenso se logró en la temporada 2004-05 tras acabar en primera posición en el campeonato regular y vencer en las eliminatorias de ascenso al Coruxo F. C. y, posteriormente, al Real Ávila C. F.. Además, en octubre de 2004 se aprobó judicialmente el proceso de suspensión de pagos, lo que supuso el comienzo de la recuperación organizativa del club. Sin embargo, al final de la temporada, una resolución judicial a propósito de la titularidad del principal paquete de acciones del club motivó un cambio en el consejo de administración nombrándose uno nuevo en la asamblea celebrada el 12 de julio de 2005, ofreciéndose dos puestos en él a la Asociación de Peñas Azules, que fueron rechazados por no haber podido recopilar suficiente número de delegaciones de acciones.
En la primera temporada en Segunda División B se obtuvo un insuficiente séptimo puesto, pero el desastre vino en la temporada siguiente, la 2006-07, en la que la actitud errática del consejo de administración, que renovó la práctica totalidad de la plantilla para esta temporada y llegó a contar con hasta tres entrenadores, facilitó el peor resultado de la historia, el descenso deportivo a Tercera División. A lo largo del año 2006 tuvo lugar la ampliación de capital del club, segundo paso para el reflotamiento de la entidad, tras la cual la sociedad Control Sport Siglo XXI, del empresario asturiano Alberto González, se hizo con la mayoría suficiente de acciones para nombrar un nuevo consejo de administración que, tras dos efímeros presidentes, preside desde junio de 2007 hasta el 2011 Dámaso Bánces Álvarez.
En agosto de 2007 el Real Oviedo solicitó la plaza en Segunda División del Granada 74 C. F., después de que la FIFA y a la UEFA pidieran la descalificación de dicho club de esa categoría. Finalmente, el TAS confirmó la plaza para el Granada 74. Para encarar la nueva temporada en Tercera División se contrató a un entrenador mediático: Lobo Carrasco. Sin embargo, la marcha del equipo fue irregular y las relaciones del técnico con prensa y aficionados fue siempre muy tensa. La tensión explotó en el partido de ida de la primera eliminatoria de la fase de ascenso a Segunda División B contra el Caravaca C. F., donde el Real Oviedo salió derrotado por 4-1 dando una pobre imagen. La reacción destemplada del técnico y los incidentes posteriores que se produjeron fueron la causa de su destitución fulminante al día siguiente. La victoria por 4-2 en el partido de vuelta en el Carlos Tartiere, ante más de 25 000 espectadores, no fue suficiente para remontar la eliminatoria.

### 2008-2015: Del estancamiento al resurgir

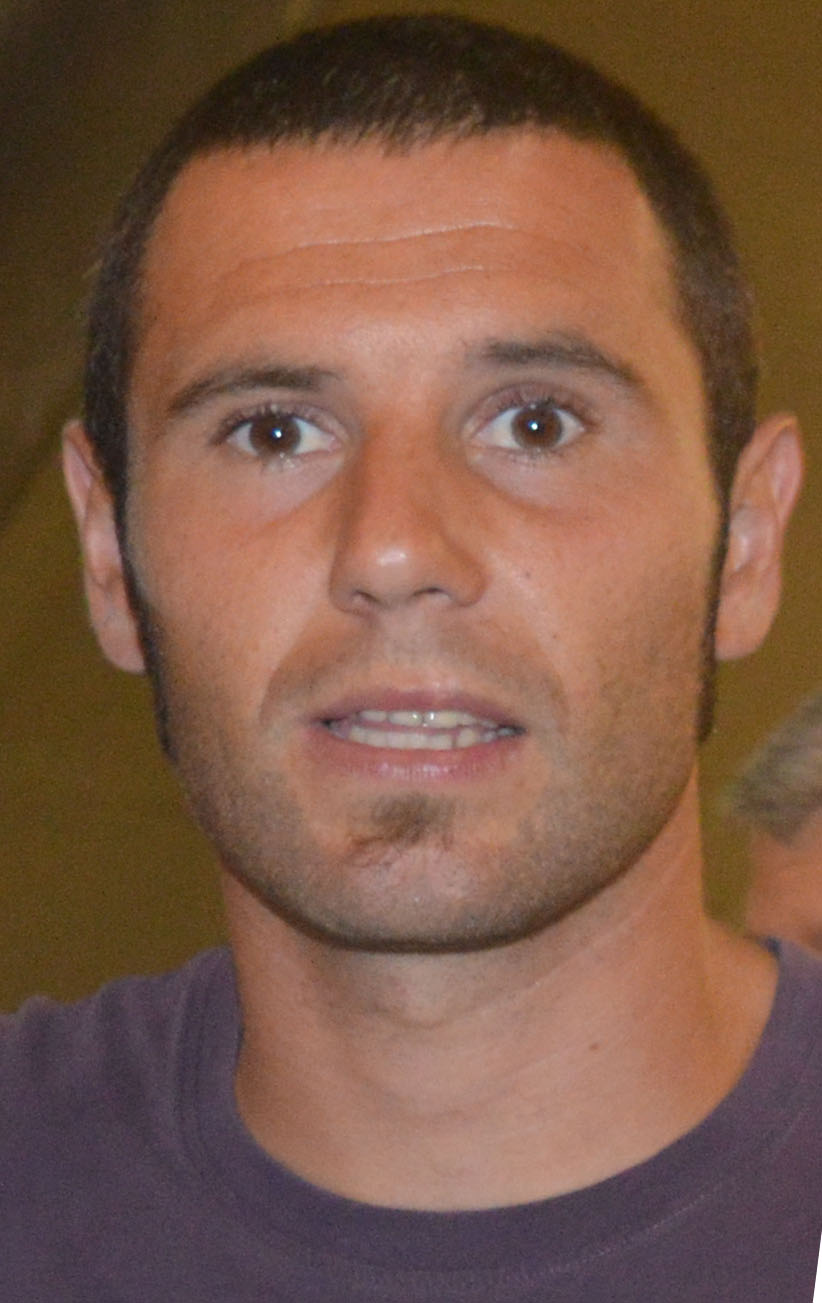
Diego Cervero, jugador del Oviedo entre 2007-2009 y 2012-2016.

En la temporada 2008-09, por primera vez en mucho tiempo sin ningún conflicto extradeportivo, el Real Oviedo finalizó de nuevo en primera posición del campeonato regular consiguiendo 103 puntos y 100 goles a favor. El filial, Real Oviedo Vetusta, también quedó líder en su categoría. El mes de mayo de 2009 fue histórico para el club, con el doble ascenso de los dos equipos. El día 11 el Vetusta promocionó directamente al finalizar 1.º, y el 31, el Oviedo lo consiguió en la vuelta de la liguilla contra el R. C. D. Mallorca "B". Tras empatar el gol logrado en la ida en el Tartiere ante 27 214 espectadores, se llegó en el Ono Estadi a los penaltis, ganando los oviedistas por 5 a 6. El portero azul, Oinatz Aulestia, se erigió como héroe al parar el sexto y definitivo penal, que consumaba el ascenso cuatro años después del último.
En la temporada 2009-10, el Real Oviedo finalizó 2.º, por detrás de la A. D. Alcorcón, clasificándose para jugar los play-off de ascenso a Segunda División. Sin embargo, quedó eliminado ante el Pontevedra C. F. al perder 2-1 y 1-2, en la primera ronda.
En la temporada 2010-11 el Real Oviedo empezó la temporada muy irregular perdiendo bastantes partidos; en la 2.ª vuelta y ya con José Manuel Martínez como entrenador las cosas seguían igual, y el colmo fue la derrota en casa contra el Real Sporting de Gijón "B" por 0-1. A partir de ahí el Real Oviedo cambió de entrenador a Pacheta, con el cual obtuvieron bastantes victorias y acabaron la temporada 8.º en el grupo 2 de Segunda División B, lo que les dio el privilegio de jugar la Copa del Rey la temporada siguiente.
Comenzada la temporada 2011-12, el equipo perdió los partidos del inicio de liga, pero rápidamente encadenó varios triunfos consecutivos que le auparon a las primeras posiciones del campeonato, que no dejaría hasta la jornada 34 clasificándose al final de liga en 6.ª posición, dándole derecho a jugar la Copa del Rey.
Comenzó la temporada 2012-13 en el grupo 1 de la Segunda B. Durante esta temporada, el Real Oviedo puso en marcha una ampliación de capital de 1 905 000 euros para no incurrir en causa de disolución. Gracias a una campaña para la compra de acciones por parte de los aficionados, y varios clubes deportivos como el Real Madrid Club de Fútbol, o el Real Club de Tenis de Oviedo, y a la labor llevada a cabo en el extranjero por el periodista inglés Sid Lowe, se sumaron más de 30 000 accionistas repartidos por todos los continentes. La ampliación culminó con la aportación del mexicano Carlos Slim, a través de su empresa Inmobiliaria Carso, S. A. C. V., del Grupo Carso, de dos millones de euros, aproximadamente el 34% de la sociedad anónima deportiva, tras una gestión realizada por el periodista Paco González y su colaborador Marcos López en el programa radifónico Tiempo de juego. En lo deportivo el equipo finalizó la fase regular en tercera posición, lo que le dio el derecho a jugar el play-off de ascenso a la Liga Adelante. Tras superar la primera eliminatoria frente al Albacete Balompié (1-0 y 2-1) quedó eliminado en la segunda ronda frente al Éibar (1-2 y 1-0), por lo que no se pudo consumar el ansiado ascenso.
La siguiente temporada, 2013-2014, fue un fracaso absoluto, ya que el equipo invirtió mucho dinero en una plantilla que, tras comenzar la temporada ilusionando a la afición azul, terminaría sin ni tan siquiera jugar el Play-Off de ascenso a Segunda División.

### 2015: Ascenso a Segunda División

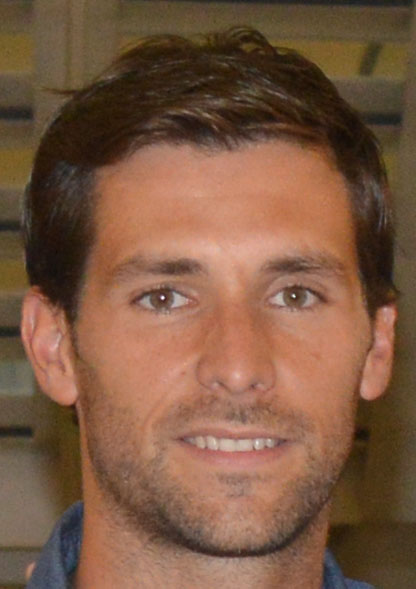
David Fernández anotó el gol que devolvió al Real Oviedo a Segunda División doce años después.

En la temporada 2014-15, el Real Oviedo consiguió el ascenso a Segunda División de España tras quedar primero en el Grupo I de Segunda División B y superando al Cádiz CF en los Play-off. El Oviedo empató en el Estadio Carlos Tartiere (1-1), el gol carbayón fue anotado por el canterano ovetense Diego Cervero. Después derrotaron al Cádiz CF en el Estadio Ramón de Carranza con un 0-1. El gol histórico que devolvería al Real Oviedo al fútbol profesional lo anotaba de cabeza en un saque de esquina de Néstor Susaeta el defensa central David Fernández, al comienzo de la segunda parte. El Real Oviedo, tras 12 años volvía al fútbol profesional. 150 ultras azules, pertenecientes al grupo Symmachiarii , que tenían entrada para el partido se quedaron sin entrar al campo retenidos por Policía Nacional sin motivo alguno. Desde la capital del Principado el partido se siguió desde una pantalla gigante colocada en la calle del Rosal. En el partido por el título de campeón de Segunda B, el Real Oviedo cayó derrotado, tras un polémico penalti, en el partido de ida en Tarragona frente al Nàstic por 2:1, y en la vuelta en el Carlos Tartiere ganó por 3:0 con 2 goles de Miguel Linares (pichichi de la categoría en esa temporada) y un gol de Diego Cervero, proclamándose campeón de la temporada 2014-15.

### 2015-2022: etapa del Grupo Carso en Segunda División

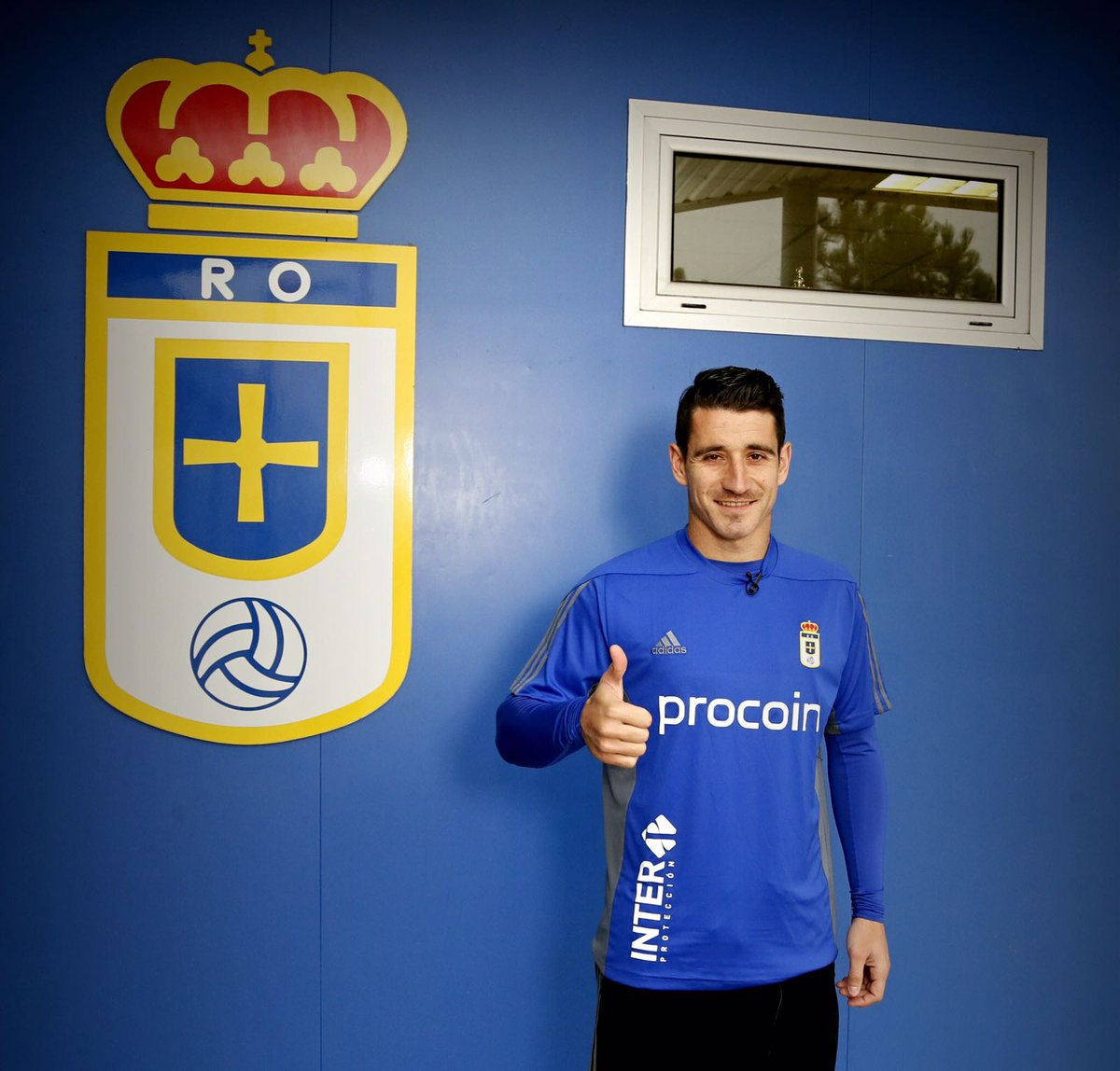
Saúl Berjón, jugador oviedista entre 2016 y 2020.

La temporada 2015-16 fue una temporada muy convulsa en la parte final del campeonato. Tras un inicio algo dubitativo, el equipo se mantuvo en Play-Off de ascenso desde la jornada 17 hasta la jornada 38, llegando a acumular hasta 12 partidos sin conocer la derrota entre el 6 de diciembre de 2015 y el 5 de marzo de 2016. Esta fabulosa racha de resultados, junto al gran número de jornadas acumuladas en fase de ascenso a Primera División, dispararon la ilusión de una afición oviedista que se desplazaba en masa y animaba con fuerza al equipo. Sin embargo, todo saltó por los aires el 14 de marzo de 2016 cuando Sergio Egea, técnico del ascenso y que se encuentra cosechando buenos resultados, presenta su dimisión por "motivos personales" tras un entrenamiento matutino en "El Requexón" en el cual hubo un enfrentamiento con ciertos jugadores con peso en el vestuario. Se desata una crisis con pocos precedentes en la historia del oviedismo y la afición clama por un entrenador contrastado que permita dar el último paso en el Play-Off y luchar por el tan ansiado ascenso a Primera División pero, lejos de cumplir los deseos de los aficionados y en un hecho con muy pocos precendentes, el club nombra como entrenador hasta final de temporada a David Generelo, jugador en esos momentos de la plantilla. Esta primera experiencia de Generelo como entrenador apenas puede salir de peor forma y tan solo obtiene 13 puntos hasta final de liga, finalizando el conjunto carbayón en 9.ª posición y fuera de la eliminatoria de ascenso. En la Copa del Rey, el conjunto oventese fue eliminado por el C. D. Mirandés en 3.ª ronda.
La temporada 2016-17 se presentaba de manera ilusionante principalmente por tres razones: la llegada de Fernando Hierro como entrenador de la entidad, la vuelta de Michu al club carbayón y el regreso de Saúl Berjón en el mercado de invierno. El equipo llevó a cabo una temporada regular en la que finalizó en 8.ª posición, a tan solo 2 puntos de los puestos de Play-Off de Ascenso a Primera División, en gran parte gracias a los 17 goles anotados por Toché. El equipo cayó eliminado en 2.ª ronda de la Copa del Rey ante el UCAM Murcia. Tristemente, Michu anunció su retirada al final de la temporada, perdonando un año de contrato, tras anotar 1 gol y dar 1 asistencia en 27 comparecencias con el club de sus amores.
El veterano entrenador Juan Antonio Anquela, famoso por el "Alcorconazo" en Copa del Rey ante el Real Madrid, fue anunciado como nuevo entrenador del club el 23 de junio de 2017, poniéndose así al mando del equipo para la temporada 2017-18. El curso comenzó con muchas dudas debido a la incertidumbre generada por fichajes exóticos y cuyo rendimiento suponía una gran incógnita en Segunda División, como Valentini, Hidi, Mariga, Fabbrini, Yeboah, Owusu o Pucko; la nota positiva la puso la llegada de Juan Forlín quien cuajó una gran temporada. Esta temporada supuso la vuelta del derbi asturiano tras 14 años sin producirse, con el resultado de 1-1 en El Molinón y la victoria local 2-1 por parte del equipo en el Nuevo Carlos Tartiere. En Copa del Rey, el equipo fue eliminado ante el C. D. Numancia en 2.ª ronda. Por tercer año consecutivo, el club de la capital del Principado de Asturias se quedaría a las puertas de la eliminatoria de Ascenso a Primera División tras finalizar la liga en 7.ª posición y empatado a puntos con el 6.º clasificado, el C. D. Numancia, lo que le valdría a Anquela la renovación de su contrato por una temporada más.
La temporada 2018-19 continuó con la tónica de las anteriores, con el club realizando una temporada bastante uniforme de la mano de Anquela hasta que en la jornada 35, tras empatar 3-3 ante el Córdoba C. F. en el Carlos Tartiere, el club y este anuncian una rescisión de mutuo acuerdo. El entrenador sustituto sería un viejo conocido de la parroquia azul, el artífice del ascenso Sergio Egea. Egea cosecharía 3 victorias, 1 empate y 3 derrotas en el tramo final de la temporada, finalizando el club carbayón en 8.ª posición y a 5 puntos de la eliminatoria de Ascenso a Primera División. En Copa del Rey, el Real Oviedo sería eliminado por el R. C. D. Mallorca en 2.ª ronda. El 3 de abril de 2019, el club anunció el regreso de Michu como secretario técnico de la entidad.
La temporada 2019-20 supondría una triste ruptura para la dinámica del club de quedarse a las puertas de la eliminatoria de ascenso. La temporada comenzaría con Sergio Egea como entrenador azul pero sería destituido tras 4 derrotas y 1 empate en las cinco primeras jornadas con el equipo colista de la Segunda División, quien sería relevado en el cargo por el entonces entrenador del Real Oviedo Vetusta, Javier Rozada. El entrenador ovetense se mantendría en el cargo durante 24 partidos, logrando 6 victorias, 10 empates y 8 derrotas pero sería destituido tras la derrota 1-2 ante la A. D. Alcorcón en la jornada 28, después de haber protagonizado un incidente bochornoso con el árbitro Trujillo Suárez en la jornada anterior y situar el equipo antepenúltimo con 29 puntos. Llegaría entonces el cambio con la llegada de Cuco Ziganda como entrenador, la incorporación de Francesc Arnau como director deportivo y las cesiones del mediocentro Luismi, procedente del Real Valladolid, y del portero Andriy Lunin, procedente del Real Madrid, para reforzar el equipo en dos posiciones que se antojaban claves a mejorar. El equipo logró 7 victorias, 3 empates y 4 derrotas en los últimos 14 partidos, protagonizando una remontada agónica que le permitió mantener la categoría al finalizar la campaña en 15.ª posición con 53 puntos, tan sólo dos puntos más que el descendido R. C. Deportivo de La Coruña. En Copa del Rey, el equipo caería eliminado por 3-1 ante el C. F. Badalona en 1.ª ronda. En noviembre de 2019, tras mostrar desacuerdos con el presidente Jorge Menéndez Vallina y con el entonces director general Joaquín Del Olmo en el nombramiento del sustituto de Sergio Egea, Michu presentó su dimisión como secretario técnico del club. A finales de 2019, llegaría desde México Federico González, hombre fuerte del Grupo Carso, para sustituir a Del Olmo.

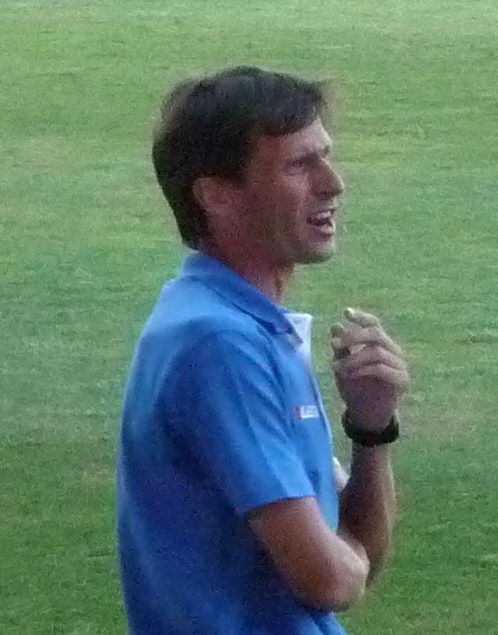
El Cuco Ziganda entrenó al Oviedo entre 2020 y 2022.

El milagro de la salvación le serviría a Cuco Ziganda para renovar una temporadas más y colocarse al frente de la nave azul para la temporada 2020-21, durante la cual el conjunto ovetense fluctuaría por media tabla durante todo el campeonato sin opciones reales de situarse en Play-Off de Ascenso ni temor al descenso. En esta temporada, el técnico navarro entraría en los registros históricos del club carbayón al convertirse en uno de los pocos entrenadores que logran ganar los dos derbis asturianos de una temporada, tras imponerse 1-0 y 0-1 al Real Sporting de Gijón. En Copa del Rey, y para continuar con la trayectoria de las últimas temporadas, el conjunto azul cayó eliminado en 2.ª ronda por el Málaga C. F. Desgraciadamente, el club ovetense tuvo que hacer frente a uno de los episodios más tristes de su historia al anunciar en sus medios oficiales el fallecimiento de Francesc Arnau, en ese momento director deportivo de la entidad, el 21 de mayo de 2021.
La temporada 2021-22 supuso, de nuevo, quedarse con la miel en los labios para el equipo y los aficionados. De la mano del pichichi de la categoría, Borja Bastón, el equipo de Cuco Ziganda realizó una gran campaña en la que luchó hasta el último momento por el entrar en el Play-Off de Ascenso a Primera División, en gran parte gracias a una muy buena confección de la plantilla por Rubén Reyes, nuevo director deportivo, y Roberto Suárez, nuevo secretario técnico, con fichajes de gran rendimiento como David Costas, Dani Calvo, Pierre Cornud, Gastón Brugman y Borja Bastón. El equipo finalizaría en 7.ª posición del campeonato y, como en la temporada 2017-18, empatado a 68 puntos con el 6.º clasificado, el Girona F. C. En Copa del Rey, el equipo caería eliminado ante C. D. Andratx por 2-1 en 1.ª ronda. El final de temporada resultaría convulso por tres motivos, primero con la desvinculación del Director Deportivo Rubén Reyes el 30 de mayo de 2022, después por la despedida de José Ángel Ziganda tras casi tres temporadas al frente del equipo en una situación de máxima incertidumbre dentro de la parcela deportiva del club y, por último y más importante, la venta del club por parte del Grupo Carso al Grupo Pachuca, conglomerado mexicano dueño de Club León y C. F. Pachuca en México y Everton Viña del Mar en Chile, el 12 de julio de 2022. De esta forma, y tras 10 años, el Grupo Carso dejaría de ser el máximo accionista del club.

### 2022 - actualidad: etapa del Grupo Pachuca
El 12 de julio de 2022, se publica en la web oficial del club el siguiente comunicado:

Querida Afición del Real Oviedo.
Honorable Asamblea de Accionistas.
Autoridades del Fútbol Español.
Con gran entusiasmo, queremos comunicarles que hemos tomado la decisión de aceptar una oferta de asociación con el Grupo Pachuca de México, para integrarse a la sociedad de nuestro querido Real Oviedo.
Su propuesta, ha sido estudiada y analizada a detalle desde los fundamentos sociales, humanos, deportivos y económicos que la componen; identificándose plenamente con nuestros valores y objetivos de crecimiento.
En el pasado, GRUPO CARSO y GRUPO PACHUCA hemos sido socios en el Futbol Mexicano alcanzando grandes resultados dentro de la cancha, un Bicampeonato con el Club León, un Campeonato con los Tuzos del Pachuca; y trabajando hombro con hombro fuera de ella, siempre en beneficio del deporte, la salud y la educación.
El éxito de esta sociedad, basada en la experiencia y el conocimiento, nos anima a compartir el control y gestión del Real Oviedo con el Grupo Pachuca, encabezado por su presidente Jesús Martínez Patiño, quien tendrá el 51% de las acciones, quedándose Grupo Carso con el 20%, y miles de entusiastas accionistas con el 29%.
Con veintisiete años de experiencia en la industria, el Grupo Pachuca ha sido pionero con un modelo de desarrollo integral que comprende diferentes áreas alrededor del deporte, consolidándose como una de las compañías especializadas en el sector del futbol, más avanzadas del mundo.
Fundador de la Universidad del Futbol y Ciencias del Deporte, el Centro de Excelencia Médica en Altura (CEMA) avalado por FIFA, el Salón de la Fama del Fútbol Mundial, y propietario de tres equipos profesionales: los Tuzos del Pachuca, el Club León y el Everton de Viña del Mar, que, viniendo de abajo y peleando desde la Segunda División, volvieron a Primera para levantar diversos títulos nacionales e internacionales en las últimas décadas, convirtiendo su historia en un sello de superación y liderazgo.
Por estas razones, iniciaremos los trámites pertinentes ante el Consejo Superior de Deportes, solicitando su autorización para que esta operación sea aprobada.
Con esta sociedad, que tiene como eje central el espíritu de grupo y el trabajo en equipo, pero, sobre todo, el orgullo, valor y garra que caracterizan al Real Oviedo, nos espera un futuro emocionante.

¡HALA OVIEDO!

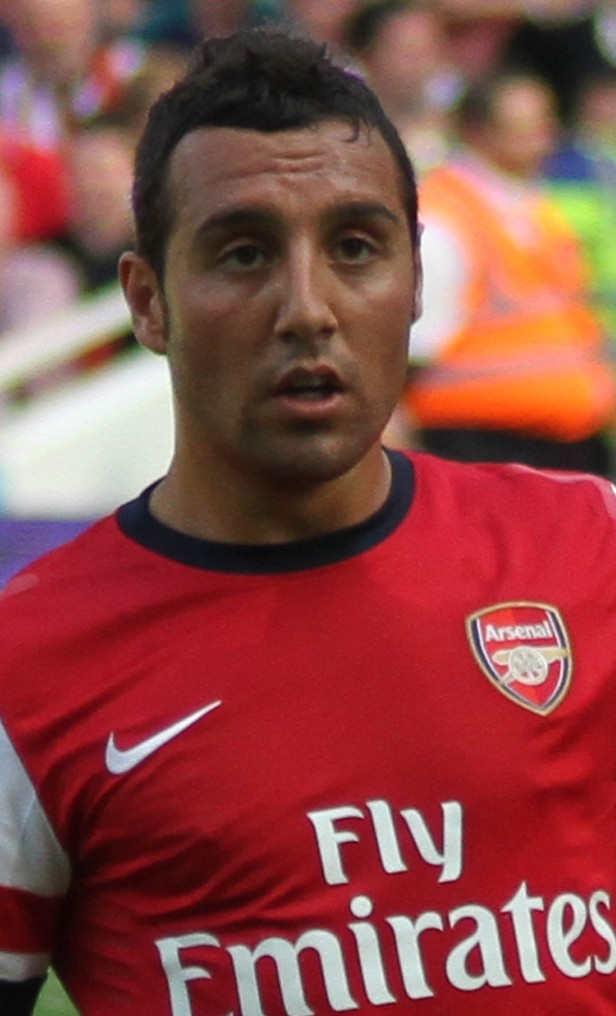
Santi Cazorla, jugador del Oviedo desde 2023 a la actualidad.

Tras la llegada de los nuevos propietarios, tuvo lugar una rápida transición en los poderes del club dando como resultado la salida de Federico González como director general de la entidad y del entonces presidente Jorge Menéndez Vallina. En julio sería nombrado como nuevo presidente de la entidad Martín Peláez quien por entonces era vicepresidente de Pachuca C. F. y Agustín Lleida como director general, mientras que en el ámbito deportivo había sido nombrado por la anterior propiedad Tito Blanco como director deportivo y Jon Pérez Bolo como entrenador. Un mal inicio de la temporada 2022-23 acabaría con el despido simultáneo del director deportivo y del entrenador tras 11 jornadas de liga disputadas y con el equipo en 19.ª posición con 10 puntos, tras poco más de 4 meses en el club. En octubre de 2022, sería promocionado desde la secretaría técnica hacia la dirección deportiva Roberto Suárez y Álvaro Cervera sería nombrado nuevo entrenador hasta final de temporada. El técnico conseguiría revertir la situación hasta finalizar la liga en 8.ª posición tras acumular 16 victorias, 7 empates y 11 derrotas en 34 jornadas. En Copa del Rey, el equipo caería eliminado en dieciseisavos de final tras perder por 0-2 ante el Atlético de Madrid. El 11 de mayo de 2023, a falta de tres jornadas para el final de liga regular, el club anuncia la renovación del entrenador por dos temporadas, hasta junio de 2025.
La temporada 2023-2024 comenzaría con uno de los anuncios más esperados por la parroquia oviedista, el 16 de agosto se anunciaba el fichaje de Santi Cazorla, doble campeón de Europa, por el club de sus amores. Sin embargo, a pesar de que la ilusión se encontraba por las nubes y siguiendo la tónica habitual de los últimos años, el conjunto de la capital del Principado de Asturias comenzaría obteniendo tan solo 3 puntos en las 7 primeras jornadas. Esto, unido a unas desafortunadas declaraciones de Álvaro Cervera tras perder por 1-0 ante el F.C. Andorra, supondrían la destitución del técnico y la llegada de Luis Carrión al banquillo del Carlos Tartiere. El técnico barcelonés logró infundir una gran dosis de confianza a una plantilla con la moral baja. Durante sus primeros diez partidos, sufrió una sola derrota y tan solo dos en sus primeros veinte encuentros. Esto llevó al equipo a aspirar a la eliminatoria de ascenso, objetivo que finalmente alcanzaron al terminar la liga regular en sexta posición, a pesar de los arbitrajes muy criticados y discutidos en el último tercio de la competición. El Real Oviedo se enfrentaría en la primera eliminatoria de la eliminatoria de ascenso a Primera División al S.D. Eibar, tras 23 años tratando de retornar a la máxima competición del fútbol español, con resultados de 0-0 y 0-2 a favor de los carbayones. Lamentablemente, el conjunto ovetense caería eliminado, dos semanas después, en favor del R.C.D. Espanyol, tras ganar por 1-0 en el Carlos Tartiere y perder 2-0 en el Stage Front Stadium de Barcelona, concluyendo así el sueño del club de volver a Primera División. No sería este el único revés para una parroquia oviedista ya cansada de sufrir puesto que el 26 de junio de 2024, el club anunciaba que Luis Carrión no continuaría al frente de la nave carbayona, tras firmar un contrato con la Unión Deportiva Las Palmas, equipo militante en Primera División.
El 6 de julio de 2024, al comienzo de la temporada 2024-2025, el equipo de la capital asturiana anunciaría a Javier Calleja como nuevo técnico del conjunto hasta junio de 2026. El equipo se mantedría toda la temporada en los puestos altos de la clasificación pero desarrollando por fases un juego dubitativo e irregular, lo cual sumado a una racha de cuatro encuentros sin conocer la victoria, el club decidió poner fin a la etapa del técnico al frente del cuadro azul, a 10 jornadas para el final de liga. El club decidió sustituirlo con Veljko Paunović, exfutbolista azul e integrante de la plantilla que descendió en 2001, quien firma contrato hasta el final de dicha campaña. El técnico serbio lograría 7 victorias y 3 empates en este tramo de la liga para finalizar en tercera posición y jugar el Play-Off de ascenso. El primer enfrentamiento de la liguilla de ascenso se produjo frente a la Unión Deportiva Almería con victoria para los azules por 1-2 en la ida y empate a 1-1 en el Carlos Tartiere; de esta manera, el club volvería a jugar la final del Play-Off de ascenso por segundo año consecutivo. La final por el ascenso contra el Club Deportivo Mirandés comenzaría con derrota por 1-0 en el Estadio Municipal de Anduva pero el Real Oviedo le daría la vuelta a la eliminatoria con un contundente 3-1 como local en el Carlos Tartiere.
El 21 de junio de 2025, después de una igualada final de eliminatoria de Playoff contra el C. D. Mirandés en el marcador global de 3-2, por fin logra el ansiado ascenso a Primera División 24 años después en el año de su Centenario.

## Símbolos

### Historia y evolución del escudo

Escudo de la ciudad de Oviedo de donde se tomó la Cruz.

Desde el escudo fundacional de 1926, que ya adoptaba una estética similar al actual, han existido numerosos diseños diferentes del escudo, sin haber un escudo oficial claro que apareciese representado en las camisetas y los documentos oficiales hasta 1989, cuando se definió claramente su diseño. Dicho escudo sufrió algún pequeño cambio en los colores a lo largo de los años. A continuación, en el año 2000 se diseñó un nuevo escudo con un estilo más moderno, en el que predominaba un color azul más claro y que tuvo una versión con las letras "RO" y otra sin ellas, ambas oficiales. En el año 2007 se decidió volver al anterior escudo. El escudo actual del Real Oviedo data de 2013 y es muy similar al predecesor pero se pueden encontrar pequeñas diferencias en la Cruz de los Ángeles (más acorde a la original actualmente) y el color del borde que lo rodea, ahora amarillo. Así, las características principales del mismo son:
- Las iniciales. En la parte superior del escudo se encuentran las iniciales del club sobre una banda azul. Una "R" en referencia a Real, y una "O" en referencia a Oviedo. Si bien es la corona la que suele hacer mención al título de Real, la letra "R" apareció por primera vez en el escudo en 1941 tras la instauración de las alusiones monárquicas, y salvo algún pequeño período se ha mantenido desde entonces.
- La cruz y el balón. En el interior del escudo aparece la Cruz de los Ángeles, símbolo de la ciudad de Oviedo, en un fondo de color azul. Bajo ella se encuentra un balón de fútbol.
- La corona real. La misma fecha de su nacimiento el escudo adoptó de sus clubes fundadores el título de "Real" a quienes les fue otorgada por el rey Alfonso XIII de Borbón. Tras concederles el distintivo, añadieron la corona y la citada denominación antepuesta a sus nombres, y así recayó en la nueva entidad.
- El borde exterior amarillo. El escudo se encuentra bordeado por un color amarillo.

En el acta de fusión que dio nacimiento al Real Oviedo se estableció que el nuevo escudo debía tener la Cruz de los Ángeles propia de la ciudad. Esta se encontraba a su vez situada bajo la corona real. Desde entonces, el emblema ha tenido numerosas modificaciones pero ha mantenido siempre el diseño original, siendo uno de los escudos más reconocibles en la historia del fútbol español.
El cambio más significativo que ha sufrido a lo largo de su historia fue precisamente el mismo año de su instauración en 1926 cuando se sustituyeron los dos ángeles arrodillados del escudo de Oviedo situados bajo la Cruz, por un balón de foot-ball de la época que perdura hasta la actualidad.
|                                                             |
| Primer escudo con la corona real y la cruz ovetense (1926). |

### Himnos
La letra y la música del himno del Real Oviedo fueron escritas por el compositor asturiano Rafael Moro Collar. En su versiculado se pueden encontrar dos de los lemas más utilizados por la afición del club: ¡Hala Oviedo! y Orgullo, valor y garra.
Coincidiendo con el comienzo de la segunda temporada del Real Oviedo en Tercera División, el grupo Babylon Chat realizó una versión azul de la canción "Como un huracán", en la que se alude al ansiado regreso del equipo carbayón al lugar que le corresponde.
En 2006, coincidiendo con la conmemoración del 80.º aniversario de la fundación del club, los cantautores Ramón Melendi y Emilio Pequeño Ruiseñor compusieron la canción Volveremos, que es utilizada de vez en cuando en el Carlos Tartiere. El tema alentaba al apoyo al equipo y la esperanza del retorno a la Primera División. Su título, así como el estribillo, recordaba un cántico que se generalizó entre la afición del Real Oviedo tras el primer descenso a Tercera División.
Una de las últimas canciones dedicadas al Real Oviedo fue compuesta por el compositor asturiano Michel Bravo en 2006 con el título ¡Oviedo Siempre!. La canción fue grabada por el tenor Gonzalo Quirós en el Estudio Frassinelli de Oviedo en 2009 e interpretada —también por Gonzalo Quirós— en la fiesta del 84.º aniversario del club, organizada por el grupo Symmachiarii el día 11 de abril del 2010.
En noviembre de 2012, la canción "Azul" del grupo ovetense Ciudad Bambú se convirtió en el lema de la ampliación de capital que permitió la supervivencia del club y la entrada en el club del grupo CARSO, así como la de miles de accionistas extranjeros de todo el mundo.
En mayo de 2018, coincidiendo con la celebración del Día de las Letras Asturianas, el club publicó la versión del himno en asturiano.
En la temporada 2023-24, el cantautor navarro Javi Robles compuso una canción titulada Vamos Real Oviedo, que se convirtió en un himno en el tramo final de temporada y en el playoff de ascenso a Primera División.
El 26 de marzo de 2025, en el acto correspondiente a la celebración del 99.º aniversario del club, se presentó el himno del centenario, compuesto nuevamente por Melendi, tras el éxito que había tenido años atrás con el Volveremos.

### Mascotas
A finales del siglo XX, el Real Oviedo presentó a sus nuevas mascotas oficiales: Gelu y Gelín. Sus apodos derivan del nombre "Ángel". Son los dos ángeles que custodian la Cruz de los Ángeles, símbolo de la ciudad de Oviedo. Uno de los ángeles era rubio y el otro moreno de pelo negro y ambos se vestían con la indumentaria del equipo. Alcanzaron gran popularidad entre los más pequeños durante esos años. Sin embargo, a los pocos años de comenzar el siglo XXI, desaparecieron de los eventos y partidos y el club dejó de utilizar su imagen.
En mayo de 2010, con motivo de la eliminatoria de playoff de ascenso a Segunda División que enfrentó al Oviedo con el Pontevedra CF, Gelu y Gelín reaparecieron para el partido en el Carlos Tartiere. Pero esa reaparición no tuvo continuidad y esta sería la última vez que las mascotas fueron utilizadas por el club.
Actualmente, la mascota oficial del club es un oso pardo cantábrico y se llama "Garra". Fue presentado el 19 de septiembre de 2023 en el Campo San Francisco.

## Uniforme
Para la temporada 2025-2026, las equipaciones del Real Oviedo son las siguientes:

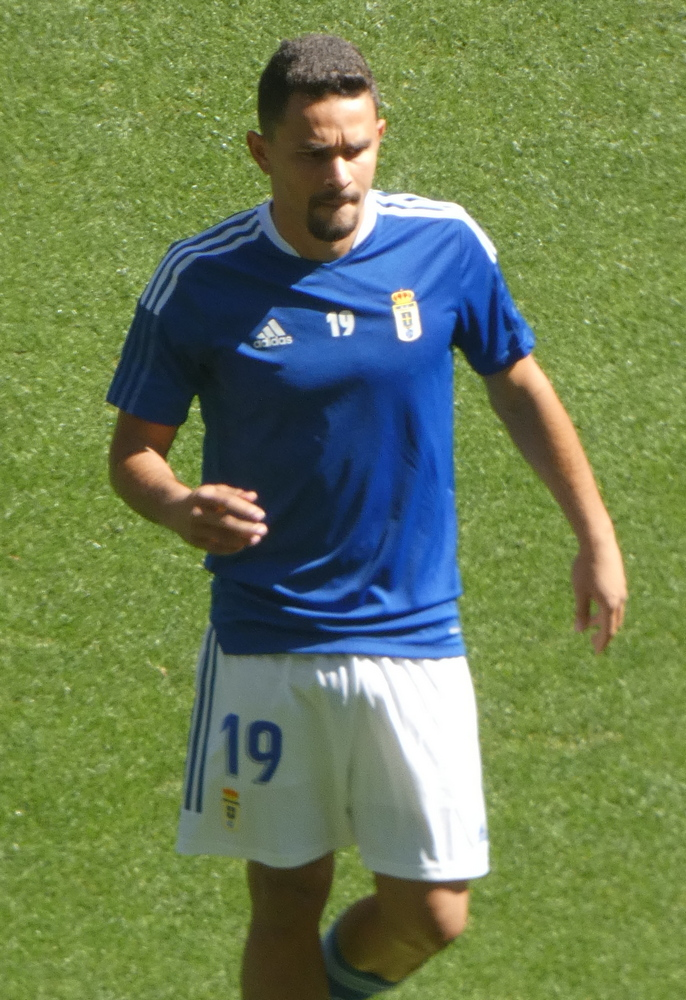
Matheus Aiás con una camiseta de entrenamiento del Real Oviedo en la temporada 2021-2022.

- Primera equipación: Camiseta azul con acentos dorados, pantalón blanco y medias azules.
- Segunda equipación: Camiseta a franjas amarillas y azules con acentos negros, pantalón y medias negras.
- Tercera equipación: Camiseta a franjas celestes y blancas con acentos dorados, pantalón y medias negras.

Cada temporada, la primera equipación presenta el azul característico del club. En la temporada 2025-2026, los tonos dorados de las equipaciones reflejan el centenario del Real Oviedo. 
Las equipaciones alternativas de la temporada 2025-2026 son versiones modernas de los históricos uniformes de los clubes fundadores del Real Oviedo: Real Stadium Club Ovetense y Real Club Deportivo Oviedo, respectivamente. En los uniformes alternativos, anteriormente, se han usado diversas combinaciones, como negro, azul-negro, blanco-verde, amarillo, rosa, blanco, naranja, naranja-blanco, verde-granate, amarillo-negro y negro-amarillo.
| Primer uniforme | (Ver evolución) | Uniforme actual |

## Instalaciones

### Estadio

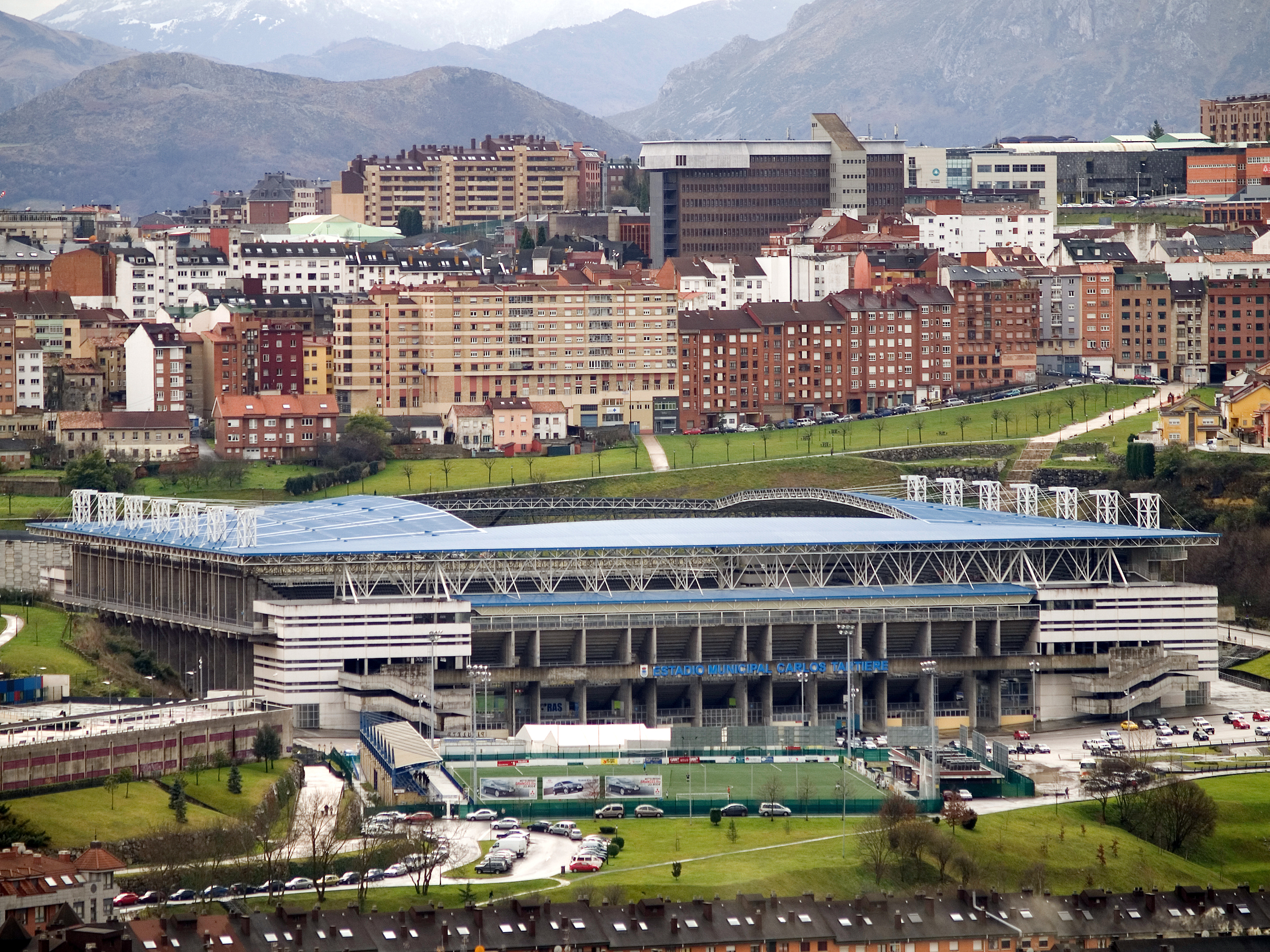
Fachada principal del Estadio Carlos Tartiere, recinto local del club.

Inaugurado el 20 de septiembre de 2000, con capacidad para 30 500 personas, es el estadio más grande construido en el Principado de Asturias, y el decimoséptimo de mayor capacidad de España. El primer partido oficial disputado en este recinto enfrentó al Real Oviedo y a la Unión Deportiva Las Palmas en partido correspondiente a la Primera División.

### Estadios históricos
Denominado Estadio de Buenavista en sus inicios por estar situado en el barrio de Buenavista, fue inaugurado el 24 de abril de 1932 con un partido entre las selecciones nacionales de España y Yugoslavia, con triunfo de España por 2-1. El primer gol del estadio fue marcado por Isidro Lángara, delantero del Real Oviedo. En 1954, fue vendido al ayuntamiento de Oviedo, que fue su propietario desde entonces. En junio de 1958 su nombre se cambió por el del fundador y primer presidente del club, Carlos Tartiere. Fue el estadio del club hasta la construcción del actual Estadio Carlos Tartiere en el año 2000.

### Ciudad deportiva
El Real Oviedo cuenta con dos ciudades deportivas. La primera, de su propiedad, a las afueras de Oviedo, en el límite con Llanera y Siero con el nombre de El Requexón. Es la utilizada por el primer equipo, por el filial y por los dos juveniles. La ciudad deportiva, con capacidad para 3000 espectadores, cuenta con:
- Una superficie total de 80 447 metros cuadrados.
- Tres campos de fútbol de hierba natural.
- Varias zonas de entrenamiento específico y pistas de aceleración.
- Una pista finlandesa.
- Un edificio principal con vestuarios, gimnasio, dependencias médicas, almacén y lavandería.
- Un edificio público con sala de prensa, sala polivalente, cafetería varios y demás servicios.
- Un aparcamiento.

La segunda, propiedad del Ayuntamiento de Oviedo, es conocida como "Instalaciones deportivas H. F. E. Tensi" y también se encuentra a las afueras de Oviedo. Es utilizada por las categorías inferiores.
A inicios de 2023, y tras la llegada del Grupo Pachuca, se anunció la compra de terrenos en Latores para la construcción de una nueva ciudad deportiva. El 3 de mayo de 2023, en un acto oficial del club, se plantó un carbayón como primera piedra de las nuevas instalaciones.

## Datos del club
Para los detalles estadísticos del club véase Estadísticas del Real Oviedo

### Denominaciones
A lo largo de su historia, la entidad ha visto como su denominación variaba por diversas circunstancias hasta la actual de Real Oviedo, vigente desde 1992. El club se fundó bajo el nombre oficial de Real Oviedo Foot-ball Club —cuando en 1926 se produce la fusión del Real Stadium Club Ovetense y del Real Club Deportivo Oviedo—, siendo oficializado formalmente el mismo año.
A continuación se listan las distintas denominaciones de las que ha dispuesto el club a lo largo de su historia:
- (Sociedad Deportiva) Real Oviedo Foot-ball Club: (1926) Nombre oficial en su fundación adoptando el título de "Real" otorgado por el monarca Alfonso XIII de España a los clubes predecesores.
- Real Oviedo Foot-ball Club: (1926-31) Cae en desuso la calificación de "Sociedad Deportiva".
- Oviedo Football Club: (1931-41) Se proclama la Segunda República Española por lo que todo símbolo o alusión monárquica es eliminado.
- Real Oviedo Club de Fútbol: (1941-92) Tras la instauración de la Dictadura de Francisco Franco se produce una castellanización de los anglicismos y son restauradas las alusiones monárquicas.
- Real Oviedo S. A. D.: (1992-Act.) Conversión de la entidad en una Sociedad anónima deportiva (S. A. D.).

### Accionariado
La Ley del Deporte 10/1990, de 15 de octubre y el Real Decreto 1084/91, regularon las Sociedades Anónimas Deportivas. Todos los clubes españoles integrantes de la Primera y la Segunda División —con excepción del Athletic Club, el Fútbol Club Barcelona, el Real Madrid Club de Fútbol y el Club Atlético Osasuna por estar al corriente de pagos y deudas— se deberían convertir en S. A. D. a fecha límite del 30 de junio de 1992.
- Abonados: 25.172 (temporada 2024-2025)
- Presupuesto: 14,8M € (2022)[78]

### Palmarés
El equipo ovetense es uno de los ciento cuarenta clubes que han vencido una competición oficial reconocida por la Real Federación Española de Fútbol, con un total de once títulos.
Entre el palmarés no se incluye el trofeo de Copa de Consolación en 1928, ya que debido a las escasas fuentes informativas de la época se desconoce el carácter real del mismo.
Nota: en negrita competiciones vigentes en la actualidad.
| Competición nacional                    | Títulos                                       | Subcampeonatos                  |
| --------------------------------------- | --------------------------------------------- | ------------------------------- |
| Segunda División de España (5)          | 1932-33, 1951-52, 1957-58, 1971-72 y 1974-75. | 1931-32, 1954-55 y 1955-56. (3) |
| Segunda División "B" de España (1)      | 2014-15.                                      | 1978-79. (1)                    |
| Tercera División de España (4)          | 2003-04, 2004-05, 2007-08 y 2008-09.          |                                 |
| Copa de la Liga de Segunda División (1) | 1984-85.                                      |                                 |
| Copa de Campeón de Segunda "B" (1)      | 2014-15.                                      |                                 |

| Competición regional                | Títulos                                                | Subcampeonatos           |
| ----------------------------------- | ------------------------------------------------------ | ------------------------ |
| Campeonato Regional de Asturias (6) | 1924-25, 1927-28, 1928-29, 1932-33, 1933-34 y 1934-35. | 1929-30 y 1930-1931. (2) |
| Campeonato Astur-Cántabro (1)       | 1931-32. (Récord)                                      |                          |
| Campeonato Astur-Gallego (1)        | 1935-36.                                               |                          |

### Trayectoria
El club ha disputado los cuatro principales campeonatos nacionales de liga, Primera División —máxima competición de clubes en España— Segunda División, Segunda División "B" y Tercera División sumando un total de noventa y tres apariciones. Ocupa el decimonoveno puesto en la clasificación entre los sesenta y tres participantes históricos de Primera División, donde su mejor resultado es un tercer puesto logrado en las temporadas 1934-35 y 1935-36. Su peor actuación se registró en la temporada 1973-74 cuando finalizó en decimoctavo y último puesto. La circunstancia como último clasificado se repitió también en la temporada 1949-50, si bien era un torneo de 14 equipos, y el decimoctavo puesto lo registró también en la temporada 2000-01 en una edición con 20 equipos. En el cómputo global de los torneos ligueros suma un total de diez campeonatos, siendo cinco de Segunda División los más prestigiosos del club.
En cuanto al panorama internacional, el club es uno de los clubes españoles con alguna participación en las competiciones de clubes de la UEFA, cuando lo hizo en la vigésima edición de la Copa de la UEFA —actual Liga Europa (en. Europa League) y entonces tercera competición más prestigiosa de clubes en Europa—, donde fue eliminado en treintaidosavos de final.
En el resto de competiciones oficiales nacionales suma un total de ochenta y tres apariciones —destacando setenta y seis presencias en la Copa del Rey, segunda competición por importancia en España, sobre ciento dieciséis posibles—. Entre ellas destaca también el título logrado en la Copa de la Liga de Segunda División, que supone un balance total de once títulos nacionales. Cierra sus participaciones con la Copa Real Federación Española, donde unas semifinales son su mejor participación.
Nota: En negrita competiciones activas.
| Competición                                  | Temp. | P.J. | P.G. | P.E. | P.P. | G.F. | G.C. | D.G. | Puntos | Mejor resultado          | Títulos    |
| -------------------------------------------- | ----- | ---- | ---- | ---- | ---- | ---- | ---- | ---- | ------ | ------------------------ | ---------- |
| Campeonato de Liga de Primera División       | 38    | 1192 | 408  | 292  | 492  | 1642 | 1951 | -309 | 1174   | 3.º                      | –          |
| Campeonato de España de Copa                 | 76    | 166  | 90   | 0    | 76   | 489  | 426  | +63  | 270    | Semifinal                | –          |
| Campeonato de España de Segunda División     | 42    | 1492 | 601  | 411  | 480  | 2056 | 1714 | +342 | 1800   | Campeón                  | 5          |
| Campeonato de España de Segunda División "B" | 9     | 340  | 153  | 89   | 98   | 464  | 338  | +126 | 526    | Campeón                  | 1          |
| Campeonato de España de Tercera División     | 4     | 152  | 113  | 24   | 15   | 332  | 86   | +246 | 363    | Campeón                  | 4          |
| Copa de la Liga de España                    | 1     | 2    | 1    | 0    | 1    | 5    | 8    | -3   | 3      | Octavos de final         | –          |
| Copa de la Liga de España (2.ª División)     | 3     | 9    | 7    | 0    | 2    | 39   | 19   | +20  | 21     | Campeón                  | 1          |
| Copa Real Federación Española                | 3     | 10   | 7    | 0    | 3    | 39   | 29   | +10  | 21     | Semifinal                | –          |
| Copa de la UEFA / Liga Europa de la UEFA     | 1     | 2    | 1    | 0    | 1    | 2    | 3    | -1   | 3      | Treintaidosavos de final | –          |
| Copa Gobernadora Tlaxacla                    | 1     | 1    | 1    | 0    | 0    | 2    | 1    | +1   | 3      | Campeón                  | 1          |
| Total                                        | -     | 3366 | 1382 | 816  | 1168 | 5070 | 4575 | +495 | 4184   | 12 títulos               | 12 títulos |
| Ver estadísticas completas                   |       |      |      |      |      |      |      |      |        |                          |            |

## Participación en competiciones de la UEFA
| Temporada | Torneo   | Ronda | Club           | Casa | Visita | Global |
| --------- | -------- | ----- | -------------- | ---- | ------ | ------ |
| 1991-92   | UEFA Cup | 1     | Genoa C. F. C. | 1-0  | 1-3    | 2-3    |

## Organigrama deportivo

### Jugadores destacados
Entre los mejores futbolistas de la historia del club destacan algunos de ellos por sus méritos deportivos o su implicación institucional. Así encontramos nombres como el de Isidro Lángara —quizá el jugador más importante de la historia carbayona y su máximo goleador histórico con 257 goles—, máximo goleador del campeonato de liga en tres ocasiones, al igual que Marianín Arias, Enrique Galán y Carlos Muñoz, quienes lo lograron una vez en la máxima categoría el primero, y en la segunda categoría los últimos. Otros jugadores como Lalo, Miguel Linares o Diego Cervero fueron también prolíficos goleadores dignos de mención.
Asimismo cabe destacar a otros jugadores como Óscar Álvarez, quien fue el portero menos goleado de la Segunda División en dos temporadas, siendo el portero suplente de la selección española en varias ocasiones por detrás del mítico Ricardo Zamora, así como Alfredo Lombardía, Rafa Ponzo y Oinatz Aulestia, todos ellos porteros menos goleado de la categoría.
Mención especial recibe el canterano Toni Cuervo, quien permaneció en el club diecisiete temporadas, entre 1950 y 1967, o Herrerita, el que más disputó en Primera División con trece; si bien el que más partidos disputó en la historia del club fue Berto Martínez con 512 entre 1984 y 1999. Otros integrantes destacados de la historia del club son Janko Janković, Víktor Onopko, Luis Manuel, Armando, Paulo Bento, Cristóbal Parralo, Abel Xavier, César Martín, Perico Pena, Goyín, Slaviša Jokanović o Peter Dubovský por citar algunos.
| Máximos goleadores | Máximos goleadores | Máximos goleadores | Más partidos disputados | Más partidos disputados | Más partidos disputados | Más temporadas disputadas | Más temporadas disputadas        | Más temporadas disputadas |
| ------------------ | ------------------ | ------------------ | ----------------------- | ----------------------- | ----------------------- | ------------------------- | -------------------------------- | ------------------------- |
| 1.                 | Isidro Lángara     | 257 goles          | 1.                      | Berto Martínez          | 512 partidos            | 1.                        | Toni Cuervo                      | 17 años                   |
| 2.                 | Eduardo Herrerita  | 153 goles          | 2.                      | Vili Sánchez            | 403 partidos            | 2.                        | Berto Martínez                   | 16 años                   |
| 3.                 | Diego Cervero      | 141 goles          | 3.                      | Tensi Fernández         | 399 partidos            | 3.                        | Tensi Fernández / Javier Álvarez | 12 años                   |
| 4.                 | Enrique Galán      | 135 goles          | 4.                      | Toni Cuervo             | 393 partidos            | 4.                        |                                  |                           |
| 5.                 | Carlos Muñoz       | 133 goles          | 5.                      | Javier Álvarez          | 368 partidos            | 5.                        |                                  |                           |
| Ver lista completa | Ver lista completa | Ver lista completa | Ver lista completa      | Ver lista completa      | Ver lista completa      | Ver lista completa        | Ver lista completa               | Ver lista completa        |

Nota: En negrita los jugadores activos en el club. Temporadas contabilizadas con ficha del primer equipo.

### Plantilla
- Los jugadores con dorsales superiores al 25 son, a todos los efectos, jugadores del Real Oviedo Vetusta y como tales, podrán compaginar partidos con el primer y segundo equipo. Como exigen las normas de la LFP, los jugadores de la primera plantilla deberán llevar los dorsales del 1 al 25. Del 26 en adelante serán jugadores del equipo filial.
- Según normativa UEFA, cada club solo puede tener en plantilla un máximo de tres jugadores extracomunitarios, que ocupen plaza de extranjero, mientras que un canterano debe permanecer al menos tres años en edad formativa en el club (15-21 años) para ser considerado como tal.[83][84] La lista incluye solo la principal nacionalidad de cada jugador. Algunos de los jugadores no europeos tienen doble nacionalidad de algún país de la UE:
  - Rahim Alhassane posee la doble nacionalidad nigerina y española.
  - Santiago Colombatto posee la doble nacionalidad argentina e italiana.
  - Ilyas Chaira posee la doble nacionalidad marroquí y española.
- Kwasi Sibo, Eric Bailly y Lamine Gueye no cuentan como extracomunitarios por el Acuerdo de Cotonú.

### Cuerpo técnico
El Real Oviedo ha tenido a lo largo de su historia setenta y nueve entrenadores, habiendo dirigido varios de ellos al equipo en distintas etapas. La mayoría han sido de nacionalidad española con un total de setenta técnicos por nueve extranjeros: Pentland, Burton, Fibver, O'Connell, Picabea, Antić, Brzić, Tabárez y Egea. De la extensa lista de entrenadores de la historia del club destacan por distintos méritos o motivos los siguientes:
- Vicente Tonijuán. Artífice del primer ascenso del Real Oviedo a Primera División, en la temporada 1932-33.
- Manuel Meana. Fue el técnico que más temporadas —cinco— ha entrenado al Real Oviedo, desde la 1942-43 hasta la 1946-47.
- Vicente Miera. Entrenó durante cuatro temporadas al Real Oviedo en dos épocas diferentes, consiguiendo el ascenso a Primera División en cada una de ellas: 1974-75 y 1987-88, la cual supuso el último ascenso del club a la máxima categoría.
- Javier Irureta. Fue el entrenador que llevó al Real Oviedo a su primera y única participación europea en la temporada 1991-92.
- Óscar Tabárez. El actual técnico de la selección uruguaya entrenó al real Oviedo en la temporada 1997-98 en su única presencia dentro de la liga española
- Luis Aragonés. Había debutado en Primera división como jugador del Oviedo y volvió para entrenarlo en la temporada 1999-2000
- Radomir Antić. Fue el último entrenador del Real Oviedo en Primera. Dirigió al equipo en dos etapas: la primera de 1992 a 1995, y la segunda en la campaña 2000-01.
- Antonio Rivas. Entrenó al equipo entre 2003 y 2006, tras el descenso administrativo a Tercera División. Consiguió ganar dos veces la Liga de Tercera y ascendió en su segundo año. Fue destituido después de alcanzar la Segunda División B.
- Sergio Egea. El entrenador argentino se hizo cargo del Real Oviedo en verano de 2014 en Segunda División B y consiguió el ascenso a la Liga Nacional de Fútbol Profesional, a Segunda División, tras 12 campañas entre Segunda División B y Tercera División.
- Veljko Paunović. El entrenador serbio logró el ansiado ascenso a Primera División tras 24 años fuera de la máxima categoría. Con pasado como jugador en el club carbayón, Paunović tomó las riendas del Real Oviedo a falta de diez jornadas para concluir la temporada regular. Finalizó la campaña tercero y superó en el playoff de ascenso a la UD Almería y al CD Mirandés. Es el actual entrenador del club.

### Presidencia y Junta directiva
Los presidentes más representativos del Real Oviedo son los siguientes:
- Carlos Tartiere de las Alas Pumariño. Primer y más emblemático presidente, y el que más tiempo ejerció el cargo. Bajo su mandato, el Real Oviedo vivió las más brillante etapa de su historia.
- José María Velasco Álvarez, "Chuché". Es el único jugador del Real Oviedo que ha llegado al cargo de presidente. Ejerció en diversas ocasiones y también como presidente de juntas gestoras. Los primeros años 60 fueron su mejor etapa.
- Eugenio Prieto Álvarez. Bajo su mandato tuvo lugar la segunda mejor etapa del club en su historia, incluyendo la única participación europea del Real Oviedo. Abandonó la presidencia en medio de una profunda crisis económica que acabó desembocando en la peor época vivida por el club con su descenso a Tercera División.
- Manuel Lafuente Robledo. Primer presidente del club en Tercera División, asumió la presidencia en el peor momento de toda su historia, llegando incluso a perder parte de su patrimonio para lograr la supervivencia de este.

## Categorías inferiores
La cantera de El Requexón es famosa en España porque de ella han salido grandes jugadores como Mata, Cazorla, César, Oli, Michu, Adrián, Armando, Esteban, Luis García, Luis Manuel o Sietes.

### Real Oviedo Vetusta
El filial del Real Oviedo es el Real Oviedo Vetusta, fundado en 1930 bajo el nombre de Sociedad Deportiva Vetusta. Posteriormente, pasó a llamarse Real Oviedo Aficionados, cambiando de nuevo su nombre en 1992, tras la transformación de la mayoría de los equipos españoles en sociedades anónimas deportivas, por el de Real Oviedo Vetusta.
Tres han sido las temporadas en las cuales el primer equipo, y su filial han ascendido respectivamente. La primera 1979-80, cuando el Real Oviedo ascendió a Segunda División, y el Real Oviedo B a Tercera División; la segunda en la temporada 1987-88, el primer equipo ascendió a Primera División, y su filial Segunda División B; la última en 2008-09, el Real Oviedo asciende a Segunda División B, y su filial a Regional Preferente.
Actualmente milita en Segunda RFEF, tras haber ascendido como primero de grupo en la temporada 2024-2025.

### Fútbol base
El equipo juvenil del Oviedo milita en uno de los 7 grupos de División de Honor, máxima categoría nacional del fútbol juvenil. En la campaña 1997-98 quedó por vez primera, campeón de su grupo de División de Honor. Ha participado un total de 14 veces en la Copa del Rey Juvenil, siendo la primera de ellas en 1957. Su mejor participación se dio en la temporada 2023-24, cuando consiguió llegar hasta la "Final Four", donde quedaría eliminado por el RCD Espanyol con un resultado de 3-1, en un partido disputado en el Carlos Tartiere ante más de 4.000 espectadores.
El segundo equipo juvenil milita en la Liga Nacional, categoría inmediatamente inferior a la División de Honor, a la cual no puede ascender por ser filial.
El Oviedo tiene otros nueve equipos, en categoría Primera y Segunda cadete, en Primera y Segunda infantil, Primera y Segunda alevín Fútbol 7 (en 1998 y 2001 este equipo fue subcampeón del Torneo Nacional Alevín de Fútbol 7), dos en benjamines (Primera y Segunda), y uno en pre-benjamín en el grupo 6.

### Palmarés de las categorías inferiores
- Campeonato de la División de Honor Juvenil (Grupo 1): 1997-98.
- Subcampeonato del Torneo Nacional Alevín de Fútbol 7 de Brunete: 1998, 2001.
- Campeonato de España benjamín de clubes: 2015[86]
- Subcampeonato de España benjamín de clubes: 2007, 2008, 2016[87]

## Otras secciones deportivas

### Fútbol Femenino
Desde el 18 de agosto de 2017 el equipo azul cuenta con sección femenina tras el convenio firmado entre el Real Oviedo y el Oviedo Moderno Club de Fútbol, por lo que el equipo femenino entra a formar parte de la estructura del club ovetense, cambiando su denominación a Real Oviedo Femenino.

### Fútbol en pista cubierta
El Real Oviedo compitió en el Campeonato Nacional de Liga de Fútbol Indoor en su cuarta edición, celebrada en 2011, cuando el torneo fue ampliado a los veinte clubes con mayor número de temporadas en Primera División. Los azules fueron encuadrados en el grupo 2, junto con el Real Sporting de Gijón, el Real Valladolid C. F., el R. C. Celta de Vigo y el R. C. Deportivo de La Coruña.

### Rugby
Desde 2014 también compite en la División de Honor B de Rugby español tras el acuerdo con el Oviedo Rugby Club para usar la marca Real Oviedo en su denominación.

### Ajedrez
También en 2014 se vuelve a crear la sección de ajedrez formada por varios equipos que compiten a nivel regional y nacional, con el plan de crear una escuela con la que se pretende fomentar la captación de futuros ajedrecistas. El cual ya había tenido su éxito años atrás en el Campeonato de Asturias por equipos en la década de los 70, pero desapareció a principios de los 2000 por la situación económicamente delicada que sufría el club de fútbol. Este nuevo equipo fue exitoso logrando ascender a primera división nacional y ganando numerosos títulos regionales. Desapareció en diciembre de 2020 por impagos.

## Rivalidades
El máximo rival del Real Oviedo es el Real Sporting de Gijón, con quien disputa el derbi asturiano, uno de los encuentros de mayor rivalidad del fútbol español, que incluso ha sido llevada a la literatura en diversas obras. No en vano, son los dos clubes más laureados y representativos de Asturias, con un total de dieciséis títulos entre ambos de ámbito nacional, ya desde la época de los campeonatos regionales de principio del siglo XX.
En el cómputo general desde que se enfrentaran por primera vez en 1926, lo han hecho en cuatro competiciones distintas, en la Liga de Primera y/o Segunda División, en Copa del Rey y en el Campeonato Regional de Asturias. En ellas se han registrado un total de 112 enfrentamientos oficiales, en los que el Real Oviedo ha logrado 49 victorias, para 29 empates y 34 derrotas, con 173 goles a favor por 155 en contra. El primer enfrentamiento fue el 25 de enero de 1920, cuando el Sporting visitó al Deportivo Ovetense, en el campo de Teatinos, finalizando el encuentro con empate a dos goles.
Su tradicional disputa llevó a asombro de muchos aficionados cuando en ocasiones ambos conjuntos han tenido gestos de acercamiento cordial. En ciertos momentos se llegó al punto de hablar de una posible fusión de los dos equipos para formar una escuadra fuerte que representase mejor a Asturias en el mundo del fútbol, especialmente en momentos en que la presencia de la región en las categorías de fútbol profesional español se vio notablemente mermada.
Desde la temporada 1997-98 no se produce un derbi asturiano en Primera División.

## Afición

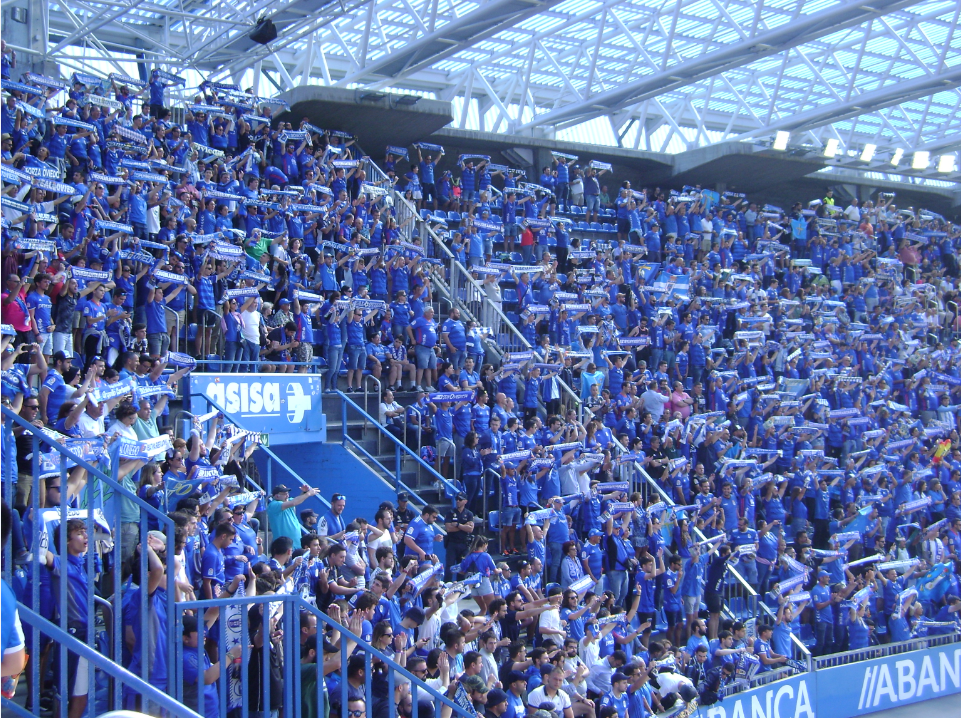
Afición del Real Oviedo en Riazor durante un partido de Segunda División. La afición oviedista no abandonó al club en Tercera División (cuarta categoría).

### Récords de asistencia a nivel nacional
- Récord de asistencia a un partido regular de Segunda División B: 27 035 espectadores (Real Oviedo - U. D. Somozas, 2015)[92]
- Récord de asistencia a un partido regular de Tercera División: 16 573 espectadores (Real Oviedo - Oviedo ACF, 2004)[93]
- Récord de asistencia a un partido de playoff de ascenso de Tercera División: 27 214 espectadores (Real Oviedo - Mallorca B, 2009)[94]

También cabe destacar una de las mejores entradas de la historia en un playoff de Segunda División B, en el Real Oviedo - Cádiz en 2015, cuando se dio un lleno en el Carlos Tartiere (30 500 espectadores).
Además, en 2014 en Segunda División B, en un partido que enfrentó al Real Oviedo con la Cultural y Deportiva Leonesa se desplazaron a León casi 5000 oviedistas, que llenaron una de las gradas laterales del Estadio Reino de León.

### Abonados
- Récord de abonados del Real Oviedo: 26.400 personas (temporada 2025-26, Primera División)

Tras el primer descenso en su historia a Tercera División, en la temporada 2003-04, se estableció el récord histórico de la categoría con 10 870 socios; hasta aquel momento, la cima la había alcanzado el Málaga C. F. en 1995, con 4200.  Tras el fracaso en la eliminatoria de ascenso en 2004, en la temporada 2004-05 se batió de nuevo el récord nacional de abonados en Tercera División con 12 679. Sin embargo, este récord fue superado por el CD Castellón en 2019, cuando alcanzó los 12 701 abonados.
En la temporada 2014-15, en Segunda División B, se alcanzaron los 16 326 socios. Cabe destacar que a lo largo de los 12 años consecutivos del Oviedo en Segunda B y Tercera el número de socios no descendió en ningún momento por debajo de los 10 000.
En la temporada 2015-16 de regreso al fútbol profesional tras 12 años de ausencia, el Real Oviedo batió su récord histórico con 20 593 socios. Dos años después, en la temporada 2017-18, también en Segunda División se volvería a batir el récord, alcanzando los 20 796 abonados. En la temporada 2023 - 24 se alcanzarían los 21.517 abonados, pero el récord sería batido nuevamente al año siguiente, consiguiendo una cifra espectacular de 25.172 abonados.
En la temporada del regreso a la Primera División de España (2025-26), se consigue el máximo de abonados permitidos por el aforo del propio estadio, siendo 26.400. Este número es el récord histórico de socios de un club de fútbol asturiano.

### Peñas
El Real Oviedo tiene actualmente 100 peñas de aficionados, que se encuentran organizadas en torno a la Asociación de Peñas Azules del Real Oviedo (APARO), destacando entre ellas el grupo Symmachiarii. En total, cuenta con 49 peñas en Oviedo, 46 en Asturias, fuera de Oviedo; 2 en Madrid, 1 en Barcelona y 1 en Nueva York.

## Filmografía
- Documental TVE (1-5-2014), «Conexión Vintage - 'Historia del Sporting y del Oviedo'» en RTVE.es
- Documental Movistar+ (26-9-2015), «Club de Fútbol: 'Real Oviedo'» en Plus.es[1]